# Политический кризис на Украине (2007)
Политический кризис на Украине 2007 года — внутриполитическое противостояние законодательной и исполнительной ветвей власти с одной стороны, и Президентом Украины, с другой стороны, возникшее после издания президентом указа «О досрочном прекращении полномочий Верховной Рады Украины», которым прекращались полномочия депутатов парламента V созыва и на 27 мая 2007 года назначались досрочные выборы. Свои действия Президент Украины Виктор Ющенко объяснял необходимостью пресечь «узурпацию власти действующей парламентской коалицией». В свою очередь, большинство депутатов Верховной Рады («Антикризисная коалиция») не признали указ Ющенко, называя его неконституционным, а также объясняя действия главы государства попыткой вернуть себе полномочия, утраченные им в ходе конституционной реформы 2004 года. Эту позицию поддержали премьер-министр Виктор Янукович и члены Кабинета министров (назначенные, преимущественно, из членов «Антикризисной коалиции»), которые также отказались признавать Указ президента и призвали своих сторонников к выявлению протеста. Формально кризис завершился в декабре 2007 года, когда после досрочных парламентских выборов было назначено «второе правительство Юлии Тимошенко».

## Краткое изложение событий
С октября 2006 года по январь 2007 года премьер-министр Виктор Янукович уволил из правительства «министров, назначенных по квоте президента Ющенко», коих насчитывалось 8. 12 января 2007 года был принят (в преодоление вето президента) «Закон о Кабинете министров», который серьёзно ограничил полномочия главы государства в пользу правительства. В феврале — марте 2007 года правящая коалиция в Верховной Раде (основу которой составляла «Партия регионов» Виктора Януковича) начала активно расширяться за счёт отдельных депутатов из фракции блока Виктора Ющенко «Наша Украина» и «Блока Юлии Тимошенко» — «регионалы» стремились создать коалицию в составе 300 народных избранников, что позволило бы преодолевать вето президента (то есть, фактически, отстранить Ющенко от законотворческой деятельности). Однако, согласно статье 83 Конституции, «в Верховной Раде Украины по результатам выборов (...) формируется коалиция депутатских фракций (...)» (то есть, согласно Основному Закону, в состав парламентской коалиции могут входить только депутатские фракции в полном составе, а не отдельные депутаты).
2 апреля 2007 года Виктор Ющенко, ссылаясь на статью 90 Конституции, распустил Верховную Раду и назначил досрочные парламентские выборы. Однако, в целом президент занимал неактивную позицию и стремился найти компромисс с Януковичем. Однозначно «за» перевыборы была Юлия Тимошенко и её политическая сила (в союзе с большинством блока Ющенко «Наша Украина» и «Народной самообороной»). В частности, с целью роспуска Рады БЮТ и «Наша Украина» весной 2007 года несколько месяцев бойкотировали заседания парламента, а 18 апреля 2007 года сложили депутатские мандаты, что сделало Раду недееспособной и приблизило перевыборы.
Отличительной особенностью «политического сезона-2007  было то, что правящая «Партия регионов» впервые столь массово (и столь длительно, на протяжении полугода) использовала тактику «привозных митингов» (из восточных регионов в Киев прибывали десятки тысяч демонстрантов), которые месяцами жили в «палаточных городках» у стен Верховной Рады и на Майдане Независимости — хотя численность этих митингов всё же уступала численности «митингов БЮТ-НУНС в Киеве».

## Предпосылки и причины
Как утверждал Президент Украины Виктор Ющенко, истоки конфликта кроются в политической реформе декабря 2004 года, усилившей полномочия парламента и правительства за счёт полномочий президента.
По заявлению Ющенко, кризис был спровоцирован «узурпацией власти правящей парламентской коалицией», в которую входили фракции «Партии регионов» (лидер — премьер-министр Виктор Янукович), Социалистической партии (лидер — спикер Верховной Рады Александр Мороз) и Коммунистической партии (лидер — Пётр Симоненко). Его оппоненты, однако, заявляли, что кризис был вызван стремлением Ющенко восстановить полномочия, которых он лишился в соответствии с конституционной реформой 2004 года.
Политический конфликт явился выражением определённых экономических противоречий. Парламентские выборы 2006 года впервые проходили исключительно по пропорциональной системе. Уже вскоре после выборов стали возникать конфликты между руководством оппозиционных фракций — «Наша Украина» и БЮТ — и бизнесменами, включёнными в их списки взамен на финансирование избирательной кампании, но впоследствии практически лишившимися возможности получения экономической выгоды, на которую они рассчитывали, и более того — лишёнными права самостоятельно голосовать в парламенте (в частности, от членов фракции БЮТ потребовали передать карточки для голосования руководству фракции). Исполнительная власть оказалась у «Антикризисной коалиции», а поэтому на содействие в бизнесе также трудно было рассчитывать. По мере обострения отношений между правящей коалицией и оппозиционными фракциями, депутаты-спонсоры начали склоняться к сотрудничеству с парламентским большинством.
В марте 2007 года, с началом бойкота оппозицией заседаний Верховной Рады, правящая коалиция начала активно расширяться за счёт депутатов оппозиционных фракций. При продолжении этого процесса парламентская коалиция могла бы получить конституционное большинство, что позволило бы ей преодолевать президентское вето и вносить изменения в Конституцию — а этого Виктор Ющенко не хотел допустить.
В этой ситуации Ющенко и Тимошенко предпочли забыть былые разногласия и объединить усилия, что и привело к появлению на свет указа президента о роспуске Верховной Рады.

## Борьба за роспуск Верховной Рады и перевыборы
Кульминации кризис достиг 2 апреля 2007 года, когда президент издал указ № 264/2007 «О досрочном прекращении полномочий Верховной Рады Украины», в котором, опираясь на статьи 5, 77, 83, 102 и 106 Конституции Украины, объявил о роспуске парламента V созыва и на 27 мая того же года назначил досрочные выборы. Центральной избирательной комиссии было поручено подготовить проведение выборов в соответствии с Конституцией, законом «О выборах народных депутатов Украины» и другими законами, а Кабинету министров — обеспечить их финансирование.
Между тем, Верховная Рада отказалась признать законность этого указа, а правительство — выделять средства на проведение досрочных выборов. 3 апреля представители «Антикризисной коалиции» оспорили указ президента в Конституционном суде. 5 апреля дело было принято к неотложному рассмотрению, однако слушания начались лишь 17 апреля.
На стороне президента выступила объединённая оппозиция, в которую вошли три основных политических силы — блок «Наша Украина», «Блок Юлии Тимошенко» и общественное движение «Народная самооборона» во главе с Юрием Луценко. Депутаты от БЮТ и «Нашей Украины» более двух месяцев бойкотировали заседания парламента.
25 апреля Виктор Ющенко Указом № 355/2007 от 26 апреля «О досрочном прекращении полномочий Верховной Рады Украины и назначении досрочных выборов» признал недействительным Указ № 264/2007 и перенёс досрочные выборы на 24 июня. В тот же день он уволил генерального прокурора Александра Медведько, а в конце апреля отправил в отставку двух судей Конституционного суда за якобы имевшее место нарушение должностной присяги.
4 мая Виктор Янукович и Виктор Ющенко достигли договорённости о проведении перевыборов и пакетном соглашении по сопутствующим вопросам. Переговоры, тянувшиеся три недели, не привели к достижению компромисса, и к концу мая ситуация вновь обострилась. 24–26 мая дело чуть не дошло до вооружённого противостояния между силовыми структурами, подчиняющимися, с одной стороны, президенту, а с другой — правительству.
В ночь с 26 на 27 мая после 12-часовых переговоров была достигнута трёхсторонняя договоренность, которая легла в основу Указа Президента Украины № 497/2007 (укр.) от 5 июня 2007 года о внеочередных выборах народных депутатов.
31 июля 2007 года Президент Украины издал ещё один Указ Архивная копия от 17 мая 2008 на Wayback Machine (укр.) — о внесении изменений в Указ № 497/2007 (укр.) — изменил название Указа, уточнил мотивацию и назначил конкретную дату начала избирательного процесса внеочередных выборов.
Выборы состоялись 30 сентября 2007 года. В результате в Верховную Раду вошли «Партия регионов», «Блок Юлии Тимошенко», блок «Наша Украина — Народная Самооборона», «Коммунистическая партия Украины» и «Блок Литвина». «Социалистическая партия Украины», переметнувшаяся из «оранжевой» коалиции на сторону «Партии регионов» (что дало возможность создать коалицию и назначить премьер-министром Виктора Януковича) в парламент не прошла. БЮТ и НУНС составили большинство (228 мандатов из 450), 29 ноября создали «оранжевую коалицию» и 18 декабря, со второй попытки, назаначили премьер-министром Юлию Тимошенко, отправив правительство Януковича в отставку.

## Хронология событий

### 28 февраля—2 марта
Юлия Тимошенко совершила поездку в США, где, в частности, встретилась с государственным секретарём Кондолизой Райс, советником президента Джорджа Буша по национальной безопасности Стивеном Хэдли и вице-президентом Диком Чейни. Этот визит состоялся через три месяца после посещения Соединённых Штатов премьер-министром Виктором Януковичем. Основная цель визита Тимошенко состояла в том, чтобы донести до американского руководства, что действия и намерения Януковича, направленные на расширение сотрудничества с Россией в энергетическом секторе (планируемое расширение деятельности компании «Росукрэнерго» — проекта совместной с Россией разработки урановых месторождений на Украине, намерение передать российским компаниям права на разработку углеводородных месторождений украинского шельфа в Чёрном море) могут лишить Украину экономической независимости. Выходом из этой ситуации, по её мнению, должны стать изменение Конституции и досрочные парламентские выборы.

### 6 марта
«Блок Юлии Тимошенко» и блок «Наша Украина» подписали соглашение о сотрудничестве на уровне фракций в городских и областных советах. По словам лидера «Нашей Украины», руководителя Секретариата президента Виктора Балоги, стратегическая цель этого сотрудничества — отмена политической реформы 2004 года, которая урезала президентские полномочия, и проведение досрочных парламентских выборов. Юлия Тимошенко рассказала журналистам о результатах своей поездки в США, заявив, что американское руководство «приходит к пониманию необходимости» досрочного избрания Верховной Рады.

### 12 марта
Лидеры парламентских фракций «Наша Украина» (Вячеслав Кириленко) и БЮТ (Юлия Тимошенко) в присутствии президента Виктора Ющенко и при его поддержке подписали совместное заявление, в котором изложили свои требования к «Антикризисной коалиции». В случае их невыполнения оппозиция заявила, что намерена прекратить участие в работе Верховной Рады. Заявление было подписано в здании Секретариата президента в присутствии всех депутатов обеих фракций.
Тимошенко заявила о том, что причиной для столь резкого заявления парламентского меньшинства стала реальная опасность того, что коалиция «перекупит» часть депутатов оппозиционных фракций и сможет довести свою численность до трёхсот: «Мы действительно находимся на грани окончательной узурпации власти. Если у них будет конституционное большинство, это снимет все ограничения действий власти».
Некоторые из требований оппозиции:
- Признать, что в результате конституционной реформы страна оказалась в состоянии конституционного кризиса. Сформировать комиссию во главе с президентом по разработке изменений в Конституцию.
- Денонсировать соглашения о присоединении Украины к Единому экономическому пространству с Россией, Беларусью и Казахстаном в той части, которая допускает создание в рамках ЕЭП наднациональных органов.
- Прекратить наступление на украинский язык и культуру, отменить решения местных советов, ущемляющие статус украинского языка как единственного официального.
- Обеспечить ключевую роль президента во внешней политике, для чего утвердить кандидатуру министра иностранных дел, предложенную президентом.
- Немедленно утвердить кандидатуру главы СБУ, предложенную президентом.
- Отправить в отставку министра внутренних дел Василия Цушко и генерального прокурора Александра Медведько и назначить на эти должности «профессионалов, не допускающих преследований по политическому признаку».
- Вывести Внутренние войска из подчинения МВД и подчинить их напрямую президенту.
- Перейти на прямые соглашения с Россией, Узбекистаном, Казахстаном о поставках газа, разорвав при этом действующие договоры с компанией «Росукрэнерго» и аффилированными структурами[12].

Юлия Тимошенко внесла в секретариат Верховной Рады проект постановления о разрыве взаимоотношений с «Росукрэнерго».

### 13 марта
Фракции БЮТ и «Наша Украина» объявили бессрочный бойкот заседаний Верховной Рады до тех пор, пока правительство Виктора Януковича не выполнит их ультимативные требования. Более 200 депутатов от оппозиции покинули парламент. Их уход не способен полностью заблокировать работу Рады, поскольку «Антикризисная коалиция» контролирует 240 из 450 мест, что позволяет ей продолжать законотворческую деятельность, но президент Ющенко в состоянии накладывать вето на все законы, принимаемые парламентом. Чтобы преодолеть президентское вето, необходимо конституционное большинство — 300 голосов.
Председатель Верховной Рады Александр Мороз заявил, что конституционное большинство может быть создано за счёт депутатов из БЮТ и «Нашей Украины», готовых перейти в другую фракцию. Однако Тимошенко сразу же обвинила Мороза в том, что он намерен осуществить «государственный переворот».
Депутат от «Нашей Украины» Николай Катеринчук заявил о намерении развернуть в мае массовые выступления оппозиции: «Мы готовим массовые акции протеста в Киеве на позднюю весну. Это будет весенний марш свободы! Мы призываем всех сознательных граждан Украины выйти на улицы в знак протеста политики правительства и антикризисного большинства… Наша главная цель — установление демократической власти, проведение демократических реформ, что невозможно при такой Конституции и правительстве, а также при таком составе парламента. Поэтому выход один — досрочные парламентские выборы».
Виктор Ющенко освободил Юрия Луценко от должности своего советника, что позволит тому полностью сосредоточиться на политике. Тем временем заместитель генерального прокурора Ренат Кузьмин заявил, что Генпрокуратура проверяет наличие у Луценко израильского гражданства.

### 16 марта
В Харькове на площади Розы Люксембург состоялась массовая акция общественной организации «Народная самооборона». Акция была перенесена с площади Свободы, на которой городской совет 5 марта запретил проведение митингов всем политическим силам. Всего на митинг пришло, по различным оценкам, от 10 до 20 тысяч человек. В то же время на площади Свободы, несмотря на запрет горсовета, был организован пикет «Нет Майдану!», в котором участвовали представители «Партии регионов», СПУ, КПУ, «Партии зелёных» и других политических сил.

### 17 марта
Министр внутренних дел Василий Цушко провёл свою первую пресс-конференцию с момента назначения на эту должность в конце 2006 года. Пресс-конференция проходила на русском языке — министр пояснил, что украинский язык выучить «пока не получается».
Отвечая на вопрос о подготовке гражданским движением «Народная самооборона» марша на Киев, министр заявил, что «в стране происходит эскалация, которая может привести к серьёзным последствиям», призвал население воздержаться от участия в массовых акциях протеста и сообщил, что не только оппозиция, но и «Антикризисная коалиция» также намерена привезти в Киев около 100 тысяч своих сторонников.

### 19 марта
Премьер-министр Виктор Янукович заявил в ходе политических консультаций лидеров парламентских фракций с руководством Украины, что в стране нет никакого политического или экономического кризиса: «Парламент работает, правительство работает, экономика растет, бюджет растет, принимаются решения, и кстати, они принимаются вместе с президентом, и это приятно». Янукович высказался против каких-либо действий, дестабилизирующих общество: «Мы их оцениваем как политический популизм, как желание небольшого количества людей приблизить возможность получить поддержку общества или заставить людей кого-то полюбить, кого-то разлюбить».
В «Розовом зале» Секретариата президента прошли трёхчасовые переговоры. Виктор Ющенко во вступительной речи вновь упомянул «признаки узурпации власти», появившиеся на Украине, и подверг критике правительство, прокуратуру и судебную власть. По мнению президента, все проблемы в экономике и политике Украины вызваны лишь тем, что в принятии государственных решений не участвуют оппозиционные силы. Ющенко предложил создать межфракционную рабочую группу для поисков компромисса между правящей коалицией и оппозицией. Юлия Тимошенко, в свою очередь, потребовала от представителей коалиции обещания выполнить все требования оппозиции.
Первый заместитель начальника Главного управления по расследованию особо важных дел Генеральной прокуратуры Сергей Денисенко сообщил о начале расследования фактов незаконной выдачи огнестрельного оружия должностными лицами МВД в то время, когда его возглавлял Юрий Луценко. Это послужило основанием для возбуждения против Луценко уголовного дела о злоупотреблении властью и служебным положением, приведшему к тяжким последствиям.
В Киеве в подвале дома № 17А по бульвару Дружбы Народов, в котором находится офис Ярослава Годунка, координатора общественной организации «Антикриминальный выбор», входящей в «Народную самооборону» Юрия Луценко, был обнаружен тайник с 11 кг тротила, несколькими автоматами и пистолетами. «Антикриминальный выбор» возглавляет брат Юрия Луценко Сергей.

### 20 марта
Виктор Янукович во время совместного заседания Кабинета министров и Украинского союза промышленников и предпринимателей (УСПП) предложил лидеру «Партии промышленников и предпринимателей Украины» (ПППУ), президенту УСПП, народному депутату от «Нашей Украины» Анатолию Кинаху войти в состав правительства и занять пост министра экономики. Кинах предложение принял, а спикер парламента Александр Мороз заявил, что Рада поддержит это назначение .
Решение Анатолия Кинаха, как полагают, было, в частности, вызвано недовольство членов депутатской группы ПППУ во фракции «Наша Украина» (насчитывающей восемь депутатов) тем, что в феврале руководство фракции подписало без консультации с ними заявление в поддержку досрочных парламентских выборов и императивного мандата.
Верховная Рада в очередной раз отказалась поддержать кандидатуру Владимира Огрызко на пост министра иностранных дел. В его поддержку высказались лишь 195 депутатов оппозиционных фракций, тогда как фракции «Партии регионов», КПУ и СПУ не приняли участия в голосовании. После голосования депутаты от БЮТ и «Нашей Украины» в знак протеста покинули зал заседаний.
Виктор Ющенко отменил визит в Москву, намечавшийся на 21 марта.
Первый заместитель председателя Верховной рады Адам Мартынюк (КПУ) заявил, что правящая коалиция приняла решение не рассматривать 17 требований, выдвинутые оппозицией. По его словам, депутаты из фракций БЮТ и «Наша Украина», недовольные политикой своих лидеров, перейдут в состав коалиции. Как заявил лидер фракции СПУ Иван Бокий, из состава  БЮТ готовы выйти 20–25 депутатов, из «Нашей Украины» — «группа Кинаха». По утверждению Юлии Тимошенко, оппозиционным депутатам предлагается «по нескольку миллионов долларов» за переход в правящую коалицию.
Генпрокуратура провела обыск в квартире Юрия Луценко в связи с возбуждением уголовного дела о злоупотреблении властью во время работы в МВД. Луценко обвиняют в незаконной раздаче огнестрельного оружия. Сотрудники прокуратуры прибыли на квартиру Юрия Луценко к шести часам утра. Следователи не предъявили санкции на обыск, а адвокатам Луценко было отказано в праве присутствовать при обыске.
Генеральный прокурор Александр Медведько сообщил журналистам, что санкцию на обыск выдал Печерский суд Киева. Бригаде следователей предстояло провести досудебное расследование на предмет имеющегося, по мнению прокуратуры, у Юрия Луценко паспорта гражданина Израиля. Сам Луценко, с которого после допроса в Генпрокуратуре была взята подписка о невыезде, заявил, что цель этих действий — сделать невозможным его передвижение по Украине и пресечь деятельность возглавляемой им организации «Народная самооборона».

### 21 марта
Верховная Рада уволила министра экономики Владимира Макуху и назначила на эту должность Анатолия Кинаха. В блоке «Наша Украина» это назначение назвали политическим предательством, «ножом в спину объединённой оппозиции и президента», а самого Кинаха исключили из фракции. Членов депутатской группы ПППУ предупредили, что если они будут поддерживать при голосованиях «Антикризисную коалицию», то их может постигнуть та же участь. Сам Анатолий Кинах заявил, что считает своё решение правильным: «Сегодня настал час объединить усилия вокруг проблем и на уровне национальных интересов и безопасности государства… Я ощущаю большое неудовлетворение от того, что от противостояния ветвей власти Украина теряет свои ресурсы».
Виктор Ющенко расценил назначение Кинаха как «позор морального типа… бесчестный поступок… Я сожалею, что это произошло с человеком, который стоял со мной на Майдане, человеком, который был в пятёрке избирательного блока, человеком, которому доверял не только я, но ещё много людей, это большая неприятность и большая ошибка».
Верховная Рада также назначила министром иностранных дел первого заместителя главы Секретариата президента — представителя президента в правительстве Арсения Яценюка, кандидатура которого была внесена Виктором Ющенко. Владимир Огрызко остался его первым заместителем.
На расширенном заседании Кабинета министров с участием губернаторов, глав областных советов и руководителей комитетов Верховной Рады Виктор Янукович заявил о том, что, вопреки «интригам и нападкам политиканов», Украина движется в сторону единения и экономической стабильности, и сообщил о намерении «вместе со всеми ответственными силами в парламенте сделать следующий шаг по расширению нашей [антикризисной] коалиции в качественно новую коалицию национального единства».
Президент Виктор Ющенко прокомментировал возбуждение уголовного дела и обыск в квартире Юрия Луценко: «Это дело насквозь пропитано политизацией, это белыми нитками шитый политический заказ» — всё это «напоминает то, что происходило в 2004 году». По мнению Ющенко, главной целью возбуждения уголовного дела в отношении Луценко стало ограничение его передвижения по территории Украины.
Юрий Луценко вновь вызывался в Главное следственное управление Генеральной прокуратуры для дачи показаний по возбуждённому против него уголовному делу. У здания управления несколько десятков его сторонников — активисты «Народной самообороны» и движения «Антикриминальный выбор» — устроили митинг в его поддержку. После допроса, длившегося несколько часов, Луценко заявил: «Любые следственные действия по надуманному, политически мотивированному делу приостановлены. Поэтому я сейчас являюсь опять свободным человеком».
Одновременно милиция проводила обыск в офисе координатора общественной организации «Антикриминальный выбор» Ярослава Годунка. Обыск никаких результатов не дал.

### 22 марта
Председатель Верховной Рады Александр Мороз заявил, что в ближайшие дни в состав парламентского большинства войдут новые депутаты, а к маю численность коалиции достигнет 300 человек, что позволит принимать изменения в Конституцию без участия президента.
Политсовет Партии промышленников и предпринимателей (ПППУ) разрешил семи депутатам — членам партии самостоятельно рассмотреть вопрос о выходе из фракции «Наша Украина» и вступлении в правящую коалицию.

### 31 марта: Начало массовых акций в Киеве
Президент Ющенко, выступая на съезде блока «Наша Украина», перечислил основные требования к Верховной Раде и правительству, выполнение которых способно предотвратить роспуск парламента: необходимо восстановить работу Конституционного суда, прекратить политизацию правоохранительных органов, пересмотреть закон «О Кабинете министров», прекратить «антиконституционную индивидуальную практику формирования коалиции в парламенте» (имеется в виду переманивание депутатов из фракций «Нашей Украины» и БЮТ). За две предыдущие недели число сторонников Виктора Януковича в Раде выросло с 238 до 260 депутатов.
В Киеве состоялось два митинга: «Форум национального единства» (в поддержку «Антикризисной коалиции») на Европейской площади и митинг оппозиции на площади Независимости. На Европейской площади на момент выступления Виктора Януковича присутствовало 3–5 тысяч человек, к вечеру по данным МВД — 30–35 тысяч человек. Ближе к ночи часть участников акции переместилась в палаточный городок в Мариинском парке (возле зданий Кабинета министров и Верховной Рады). На Майдане во время митинга объединённой оппозиции по данным МВД было 25–27 тысяч человек, по данным оппозиции — до 100 тысяч человек.

### 1 апреля: Приказ Ющенко министру обороны
По сообщению агентства Reuters, президент Ющенко отдал приказ министру обороны «обеспечить порядок на досрочных выборах», указ о проведении которых он на тот момент ещё не подписал.

### 2 апреля: Указ президента о роспуске Верховной рады
Президент Украины Виктор Ющенко вечером 2 апреля подписал указ о досрочном прекращении полномочий Верховной Рады Украины V созыва, назначив на 27 мая 2007 года досрочные парламентские выборы. В качестве формального повода для роспуска парламента президент указал нарушения, допущенные при формировании правящей коалиции. По его мнению, в состав коалиции могут входить только фракции — индивидуальное членство является недопустимым. А поскольку коалиция расширялась за счёт депутатов от БЮТ и «Нашей Украины», президент считает, что большинство автоматически стало нелегитимным.
Ющенко дал поручение Службе безопасности, Министерству внутренних дел и Министерству обороны обеспечить безопасность граждан и общественный порядок, а Кабинету министров и Центральной избирательной комиссии — обеспечить проведение выборов.
Незадолго до этого прошли консультации «по поводу возможности досрочного прекращения полномочий парламента» между президентом, спикером и вице-спикерами парламента и лидерами парламентских фракций. После этого Ющенко провёл длительную встречу с представителями оппозиции — БЮТ и «Нашей Украины».
Перед тем как принять участие в политических консультациях с Ющенко, Александр Мороз встретился с послами стран ЕС и «Большой восьмёрки», заверив их в том, что на Украине нет политического кризиса. При этом он подчеркнул, что Виктор Ющенко, требуя роспуска парламента, нарушает Конституцию и вмешивается в деятельность законодательного органа и судебной ветви власти. По его словам, все законодательные инициативы Рады направлены только на то, чтобы привести все законы в соответствие с новой редакцией Конституции, существенно сокращающей полномочия президента. Мороз назвал требования Ющенко к коалиции, оглашённые на IV съезде партии «Наша Украина», «незаконными и неконституционными».
В 21:00 Виктор Ющенко выступил по украинскому телевидению, заявив, что коалиция не прислушалась к его требованиям, и обвинив её в узурпации власти: «Моё действие продиктовано острой необходимостью сохранить государство, его суверенитет, территориальную целостность и обеспечить соблюдение основного закона». Глава государства призвал граждан «не поддаваться на провокации».
В очередной раз объявлено о переносе визита Ющенко в Россию на более поздний срок.
В ночь со 2 на 3 апреля состоялось специальное заседание Верховной Рады, посвящённое обсуждению указа Ющенко о роспуске Рады. В ходе заседания вице-премьер Дмитрий Табачник выразил уверенность в том, что к утру Ющенко «окажется в безвыходной ситуации и сам всё поймёт». Виктор Янукович, выступивший перед депутатами, призвал президента Ющенко не допустить публикации указа о роспуске парламента или отменить этот указ, чтобы не обострять ситуацию в стране. Министр юстиции Александр Лавринович и вовсе заявлял, что несоответствие указа Конституции очевидно настолько, что суд вынужден будет это признать. В то же время министр обороны Анатолий Гриценко заявил, что поддерживает решение президента о роспуске Рады и что в случае обострения конфликта вооружённые силы будут подчиняться только Президенту, а не кому-либо ещё. Радой было принято постановление, полностью совпадающее с решением правительства — указ Ющенко признаётся неконституционным, а средства на проведение досрочных выборов выделяться не будут. Документ не поддержали министр обороны Анатолий Гриценко и министр иностранных дел Арсений Яценюк, по инициативе которого правительство ещё более получаса заседало в закрытом режиме. Министры покинули здание Кабинета министров в начале четвёртого утра.
По итогам экстренного ночного заседания депутаты Верховной Рады заявили о нарушении президентом 90 статьи Конституции Украины, которая гласит, в частности:
Президент Украины имеет право досрочно прекратить полномочия Верховной Рады Украины, если:

1) в течение одного месяца в Верховной Раде Украины не сформирована коалиция депутатских фракций в соответствии со статьёй 83 настоящей Конституции;

2) в течение шестидесяти дней после отставки Кабинета Министров Украины не сформирован персональный состав Кабинета Министров Украины;

3) в течение тридцати дней одной очередной сессии пленарные заседания не могут начаться.
255 депутатов, присутствовавших в зале заседаний, поручили правительству продолжать свою деятельность и обеспечить нормальную работу государства. Генеральной прокуратуре поручено своевременно реагировать на факты нарушения законодательства. Согласно постановлению, все должностные лица, подчинившиеся «преступному» указу Ющенко, должны привлекаться к юридической ответственности. Министерству иностранных дел поручено проинформировать о ситуации на Украине другие государства. Парламент запретил Кабмину выделять Центральной избирательной комиссии средства, необходимые для проведения выборов.
Верховная Рада запретила газетам «Голос Украины» и «Правительственный курьер» публиковать указ президента.
«Социалистическая партия Украины», входящая в правящую коалицию, выступила с заявлением о том, что кризис власти спровоцирован противостоянием олигархических группировок, стоящих за различными политическими силами. Представители оппозиции — «Наша Украина» и БЮТ — были охарактеризованы в заявлении как «газовые спекулянты» и «политические провокаторы, нанятые на роль терминаторов», выполняющие заказ бизнес-элит, которые добиваются перераспределения собственности: «Кучка мелких политических интриганов и провокаторов фактически взяла в осаду государственный институт президента и толкает его к бессмысленному и безответственному шагу, для которого нет никаких конституционных оснований».
Российское издание «Коммерсантъ» в этой связи указывает на то, что Виктора Януковича и «Партию регионов» поддерживают бизнес-структуры, связанные с компанией System Capital Management (Ринат Ахметов), корпорации «Интерпайп» (Виктор Пинчук, зять Леонида Кучмы), группа «Укрсиб» (Александр Ярославский и Эрнест Голиев). Их противников спонсирует, в частности, группа «Приват» (Игорь Коломойский), которая последними решениями Фонда государственного имущества (руководитель — представитель СПУ Валентина Семенюк) оказалась отстранена от участия в приватизации ОАО «Холдинговая компания „Лугансктепловоз“», доставшейся в итоге российскому Брянскому машиностроительному заводу.
По оценке издания «Корреспондент», митинги, организованные в столице 31 марта — 1 апреля «Нашей Украиной» и БЮТ, с одной стороны, и «Партией регионов», СПУ и КПУ — с другой, обошлись организаторам уличных акций в сумму $1,5 — $ 3 млн (проезд сторонников партий из регионов в Киев и проживание их в столице).

### 3 апреля

#### Действия «Антикризисной коалиции»
Указ Виктора Ющенко о роспуске Верховной Рады и назначении внеочередных парламентских выборов был опубликован в спецвыпуске бюллетеня «Официальный вестник Президента Украины» (издания, которое получило статус официального согласно указу главы государства от 12 февраля и 30 марта было зарегистрировано как средство массовой информации). Несмотря на это, депутаты от правящей коалиции явились утром на свои рабочие места: на утреннем заседании под руководством спикера они осудили подписание президентом указа о роспуске Рады, а Виктор Янукович призвал дождаться вердикта Конституционного суда, куда было направлено представление Верховной Рады относительно указа президента: до принятия решения правительство и Рада должны были работать в прежнем режиме. Представление о неконституционности указа о роспуске парламента было подписано 53 депутатами, Конституционный суд должен был рассмотреть его в течение пяти дней. Кроме того, путём отмены постановлений предыдущей Рады, принятых в 2004 году, парламент лишил полномочий нынешний состав ЦИК во главе с Ярославом Давыдовичем и восстановил в должности старых членов Центризбиркома, уволенных за фальсификацию итогов президентских выборов 2004 года.
Народный депутат Сергей Головатый (перешедший из фракции «Наша Украина» в правящую коалицию) сообщил на сессии Верховной Рады об угрозах в свой адрес, исходящих от «окружения В. Ющенко».
Правительство Януковича отказалось финансировать внеочередные парламентские выборы и приняло решение подчиняться только Верховной Раде. Однако глава министр иностранных дел Арсений Яценюк и министр обороны Анатолий Гриценко, которые были назначены на свои должности по квоте президента, отказались поддержать решения правительства. Гриценко при этом заявил, что Вооружённые силы «будут действовать исключительно в рамках закона и выполнять приказы верховного главнокомандующего — президента страны Виктора Ющенко».
Площадь Независимости, где намеревались проводить свои массовые акции представители оппозиции, рано утром была занята сторонниками правящей коалиции, которые весь день проводили здесь свой митинг. На Майдане присутствовал лишь небольшой пикет активистов нескольких «оранжевых» организаций, в основном — «Коалиции участников Оранжевой революции».

#### Действия президентской стороны
Ющенко подал встречный иск в Конституционный суд с представлением относительно конституционности решения правительства подчиняться только Верховной Раде.
Президент провёл встречу с председателем ЦИК Ярославом Давыдовичем (который заверил его в готовности провести внеочередные выборы в установленные законом сроки), а затем — с руководителями силовых ведомств (генеральным прокуророром Александр Медведько, министром внутренних дел Василий Цушко, и. о. главы СБУ Валентином Наливайченко, главой пограничной службы Николаем Литвином, начальником Генерального штаба Вооружённых сил С. Кириченко, командующим внутренними войсками А. Кихтенко, начальником Главного разведывательного управления А. Галака, руководителем Службы внешней разведки Н. Маломуж, секретарём СНБО В. Гайдуком). В ходе встречи он высказался за политическое решение кризиса и призвал «не проводить никаких мобилизационных мероприятий». Наливайченко позднее заявил, что «СБУ принимает меры для того, чтобы обеспечить законное, беспрепятственное функционирование ЦИК и других избирательных комиссий, которые будут создаваться в связи с досрочными выборами». В противоположность Наливайченко и Гриценко, министр внутренних дел Цушко (представитель СПУ) заявил, что решение в создавшейся кризисной ситуации должен принять исключительно Конституционный суд.
Президент издал указ, которым ввёл Наливайченко в состав СНБО вместе с командующим Внутренними войсками МВД Александром Кихтенко. Тем же указом из состава СНБО был выведен спикер парламента Александр Мороз.
Ющенко встретился с послами стран «Большой восьмёрки», заверив их, что гарантирует проведение свободных выборов, и пригласил принять участие в их мониторинге.
Во второй половине дня состоялась многочасовая встреча Ющенко и Януковича. Президент заявил премьер-министру, что «правительство не является политической силой» и потому не может прикрываться решениями Рады, а должно выполнять указы президента. Виктор Ющенко аннулировал принятое накануне постановление правительства о нелегитимности указа президента о роспуске парламента.
«Блок Юлии Тимошенко» и «Наша Украина» заявили о начале предвыборной кампании. Тимошенко призвала своих сторонников избегать массовых акций и сообщила о создании избирательного штаба, который возглавил Александр Турчинов. Избирательный штаб «Нашей Украины» возглавил лидер партии Вячеслав Кириленко.
Ближе к вечеру несколько десятков активистов общественной организации «Пора» начали пикетирование здания Центральной избирательной комиссии. По их словам, одна из целей акции — опередить сторонников правящей коалиции.

#### Регионы
Собравшиеся на совещание в Киеве губернаторы 24 областей поддержали указ Виктора Ющенко о досрочном прекращении полномочий Верховной Рады. В совещании не приняли участие главы исполнительной власти Автономной Республики Крым, Киева и Севастополя.
Президиум Верховного Совета Автономной Республики Крым принял заявление, в котором указывается, что президентский указ «принят с нарушением действующей Конституции». При этом в заявлении говорится, что «окончательную оценку конституционности указа президента должен дать Конституционный суд Украины».
Депутаты Львовского городского совета приняли заявление в поддержку действий Виктора Ющенко. Депутаты Львовского областного совета в обращении к жителям Львовской области заявили, что указ «стал единственно правильным решением в ситуации, которая сложилась в стране». Ивано-Франковский облсовет также «решительно поддержал действия президента Виктора Ющенко».
Большинство депутатов Днепропетровского областного совета подписали обращение к политическим партиям, общественным организациям и жителям региона, в котором заявили, что «никаких причин и исторических условий для роспуска парламента нет».
Депутаты Харьковского облсовета приняли обращение к президенту, Верховной Раде и Кабинету министров, в котором выразили поддержку действиям парламента и правительства. Депутаты Николаевского городского совета приняли обращение к Виктору Ющенко, Александру Морозу и Виктору Януковичу с осуждением указа президента.

#### Международная реакция
Президент Польши Лех Качиньский в ходе телефонного разговора с Виктором Ющенко заявил, что «лучшим выходом из ситуации, сложившейся на Украине, будут честные, прозрачные досрочные выборы».
Министр иностранных дел России Сергей Лавров заявил, что в случае необходимости Россия будет готова оказать содействие Украине в разрешении политического кризиса.
Официальный представитель государственного департамента США Шон Маккормак сообщил, что администрация Джорджа Буша будет работать с любым правительством Украины, сформированным демократическим путём.
МИД Германии, председательствующей в ЕС, сделал заявление о необходимости «урегулировать нынешнее внутриполитическое противостояние на основе конституции и демократических правил», проявляя сдержанность и готовность к компромиссу.

### 4 апреля

#### Действия «Антикризисной коалиции»
Председатель Конституционного суда Иван Домбровский подал заявление об отставке по собственному желанию. Судьи, рассмотрев это заявление, большинством голосов отказали ему. Виктор Янукович заявил в связи с этим, что на Домбровского оказывается давление «со стороны Секретариата президента» с целью заблокировать принятие решения о незаконности указа о роспуске Рады. Такое же заявление сделал и Александр Мороз.
На заседании правительства Виктор Янукович заявил, что прежде, чем говорить о неконституционности президентского указа, необходимо дождаться соответствующего решения Конституционного суда. Янукович призвал Ющенко вернуться к переговорам, дав понять, что готов пойти на определённые уступки — принятие закона об императивном мандате для народных депутатов, который наложит запрет на переход из одной фракции в другую, пересмотр закона «О Кабинете министров», возможность законодательного закрепления положений «Универсала национального единства». При этом, по его мнению, «президент попал под влияние тех политических сил, которые недовольны результатами 2006 года и хотят их переписать незаконным путём».
Министр обороны Анатолий Гриценко вновь выразил своё несогласие с мнение премьера, заявив, что уже «дал распоряжение об обеспечении избирательного процесса в Вооружённых силах».
Верховная Рада приняла заявление, в котором говорится о превышении президентом конституционных полномочий, выражается озабоченность втягиванием в политическую борьбу силовых структур и органов государственной власти, их руководители предупреждаются о юридической ответственности за нарушение Конституции (хотя бы и во исполнение указов президента). Парламент обратился к президенту с требованиями дать разъяснения в отношении того, какие меры он намерен предпринять для исключения втягивания силовых структур (и СНБО) в политический кризис.
На встрече с послами иностранных государств Виктор Янукович заявил, что, в случае неуступчивой позиции президента, «Партия регионов» пойдет на досрочные выборы: «Мы не боимся выборов — мы уверены в победе. Мы боимся потерянного времени и утраченных возможностей». Он упомянул о готовности идти на уступки вплоть до создания широкой коалиции. На заседании Кабинета министров премьер предложил «нулевой вариант» — одновременную отмену указа президента о роспуске парламента и постановления Верховной Рады о неконституционности указа президента.

#### Действия президента
В Financial Times опубликовано интервью с Виктором Ющенко, в котором он пояснил причины своего указа: «В демократических странах народ является основным и окончательным арбитром в системе власти. Только он уполномочивает на правление».
Ющенко обсудил с лидерами ряда правоцентристских партий перспективы участия этих партий в парламентских выборах — в том числе путём создания блока «Правиця».

#### Реакция Генеральной прокуратуры
Генеральная прокуратура, вопреки требованиям президентской стороны, отказалась проверять законность постановлений Верховной Рады, ссылаясь на то, что закон «О прокуратуре» не даёт ей права оценивать законность парламентских актов.

#### Массовые акции в Киеве
В центр Киева на 145 автобусах прибыло 4,5 тыс. сторонников «Антикризисной коалиции», колонна демонстрантов блокировала движение транспорта по нескольким улицам. «Оранжевые» активисты вытеснены с площади Независимости, на ней сооружена трибуна, а митингующие сторонники правительства заняли проезжую часть.
В Киеве установлено 425 палаток сторонников Януковича, тогда как сторонники Ющенко разместили всего 16 палаток. Некоторые студенты сообщают что им предлагалось питание, проживание и $ 30 в день за участие в демонстрациях.
Активисты «Партии регионов» пикетировали Секретариат президента с требованием отменить указ о роспуске Верховной Рады. Здесь же собрались и их оппоненты, на протяжении всего дня демонстрировавшие свою солидарность с Виктором Ющенко. Накануне вечером Всеукраинское объединение «Свобода» также объявило о начале бессрочного пикетирования здания Секретариата президента в поддержку роспуска парламента. К их немногочисленной акции присоединились члены праворадикальных организаций: УНА-УНСО, «Тризуб им. Степана Бандеры» и «Пора».

#### Регионы
Митинги в поддержку «Антикризисной коалиции» прошли в Запорожье, Луганске, Одессе, Севастополе.

### 5 апреля
Правящая коалиция объявила бойкот внеочередным выборам в парламент. Лидеры Партии регионов, СПУ и КПУ договорились, что не станут подавать в Центризбирком необходимые для участия в выборах документы до тех пор, пока Конституционный суд не признает законным указ президента о досрочном прекращении полномочий Верховной рады V созыва.
Состоялось внеочередное заседание Совета национальной обороны и безопасности Украины, на котором был поставлен на голосование вопрос об исполнении органами власти указа о роспуске Верховной рады. СНБО признал, что указ президента был направлен на разрешение политического кризиса, что он соответствует интересам национальной безопасности и его необходимо выполнять. В связи с этим СНБО потребовал от правительства выделить средства на обеспечение избирательного процесса из резервного фонда госбюджета. За это решение проголосовали 13 человек. Против — представитель ПСУ Василий Цушко (МВД) и представитель Партии регионов Николай Азаров (вице-премьер). Виктор Янукович покинул зал ещё до голосования.
Виктор Янукович на пресс-конференции для иностранных и украинских журналистов сообщил, что Конституционный суд принял к рассмотрению представление о незаконности указа президента о прекращении полномочий Верховной рады, поданное депутатами от коалиции. Сама пресс-служба КС обнародовала эту информацию тремя часами позже.
Для поддержки Януковича в Киев прибыло ещё 2100 человек на 66 автобусах из Донецка, Харькова, Львова, Запорожья, Артемовска, Хмельницкого, Ровно, Одессы, Кировограда, Николаева, Мелитополя, Тернополя, Луцка, Мариуполя. Помимо этого в столицу прибыло 3750 человек на 5 поездах: два из Харькова, по одному из Донецка, Дебальцева и Симферополя. Количество палаток выросло до 506, из которых 216 установлены в Мариинском парке, а 162 в Городском саду.
Янукович обратился к зарубежным авторитетным посредникам с просьбой о содействии в урегулировании политического кризиса в стране.

### 6 апреля
«Антикризисная коалиция» идёт на уступки президенту, отменив своё решение о включении в свой состав 11 депутатов из БЮТ и «Нашей Украины». Как заявил журналистам член фракции «Партии регионов» Василий Киселёв, в коалицию входят 186 депутатов от «Партии регионов», 21 от КПУ и 31 от СПУ. Это произошло после того, как Верховная Рада приняла поправки к закону о фракциях, запрещающие переход из одной фракции в другую.
С 12:00 до 13:00 прошла предупредительная забастовка работников практически всех украинских шахт, не работало ни одно предприятие угольной промышленности. Бастующие требовали отмены указа президента о роспуске парламента. В случае невыполнения требований, шахтёры намеревались начать с 11 апреля 2007 года бессрочную акцию протеста с полной остановкой работы.
На Майдане Незалежности в Киеве один из лидеров «Партии регионов» — Тарас Черновол — объявил о прекращении митингов на время Пасхи. Сразу после этого демонстранты провели шествие к Центральной избирательной комиссии в знак протеста против того, что в комиссии нет ни одного представителя«Партии регионов».
ЦИК завершила приём списков кандидатов от парламентских фракций в окружные избирательные комиссии. Свои документы подала только оппозиция — БЮТ и «Наша Украина». Зарегистрировано только 1,6 тыс. кандидатов в окружные комиссии из необходимых 4,5 тыс. Но даже эти списки не рассмотрены — в пятницу сразу четверо из тринадцати членов Центризбиркома взяли больничные. До их выздоровления у ЦИК нет кворума для проведения заседаний и принятия решений.
Артёмовский районный суд Луганска запретил Центральной избирательной комиссии проведение внеочередных выборов в Верховную Раду. Городской суд Феодосии приостановил действие Указа Ющенко о досрочном прекращении полномочий парламента.
Государственная дума России приняла постановление «О ситуации на Украине и неотложных задачах развития и углубления российско-украинской дружбы и сотрудничества». Госдума обвинила Виктора Ющенко в нарушении украинской конституции и выразила «резко негативное отношение к попыткам разрешить политический кризис путём разгона законно избранного Верховного совета Украины».

### 7 апреля
Городской суд Феодосии отменил своё решение от 6 апреля о приостановке действия указа Виктора Ющенко о досрочном прекращении полномочий Верховной Рады.

### 8 апреля: Пасхальное обращение Ющенко у народу
Виктор Ющенко выступил с пасхальным телеобращением к народу, в котором заявил, что «обязанность президента остановить любое покушение на государство и людей… Наша с вами обязанность — очистить Храм от фарисеев и менял». Он вновь обвинил правительственную коалицию в узурпации власти и неконституционных действиях.
Президент в пасхальную ночь посетил службы в пяти храмах — Украинской православной церкви Киевского патриархата, Украинской автокефальной православной церкви, Украинской грекокатолической церкви — и, в последнюю очередь, посетил католический костёл Святого Николая и Успенский собор Киево-Печерской лавры, принадлежащий Украинской православной церкви Московского патриархата.
Виктор Янукович встретил Пасху в Свято-Преображенском кафедральном соборе в Донецке.

### 9 апреля: Обращение парламента к народу
Верховная Рада, собравшаяся на экстренное заседание, приняла четыре документа:
- постановление, осуждающее давление президента Ющенко на Конституционный суд.
- обращение к народу Украины, в котором указ о роспуске парламента назван преступным, однако признано, что окончательное правовое заключение о его законности может дать исключительно Конституционный суд. В обращении предложен выход из ситуации в виде одновременного проведения внеочередных выборов парламента, президента и референдума по вступлению в НАТО.
- постановление о создании временной следственной комиссии, которая должна установить официальных представителей СБУ, отдававших незаконные приказы с целью прослушивания телефонных разговоров и наблюдения за народными депутатами, судьями Конституционного суда, судьями общей юрисдикции и членами Центризбиркома.
- обращение к главам государств, правительств и парламентов стран Европы, стран-гарантов безопасности Украины, межгосударственных и межпарламентских институтов.

В столице под сильным ветром и дождём продолжились митинги сторонников «Антикризисной коалиции» на площади Независимости. Сторонники оппозиции митингуют на Европейской площади. В Мариинском парке, у здания Верховной Рады, разместили свои палатки сторонники коалиции, съезжающиеся в Киев из регионов.

### 10 апреля
Виктор Ющенко отменил свой рабочий визит в Страсбург. Вместо него во Францию отправился министр иностранных дел Арсений Яценюк. Официальная цель визита — обсуждение политической ситуации на Украине.
Около 200 сторонников коалиции с флагами «Партии регионов» и плакатами «Давление на Конституционный суд — преступление» начали дежурство у здания Конституционного суда.
Тем временем пять судей Конституционного суда — Дмитрий Лилак, Владимир Кампо, Пётр Стецюк, Виктор Шишкин и Ярослава Мачужак (трое из них были назначены в состав суда по квоте президента, один вошёл в от президентского блока «Наша Украина» и ещё одна — от Всеукраинского съезда судей) созвали пресс-конференцию, где сообщили, что не станут участвовать в рассмотрении вопроса о контистуционности указа Ющенко о роспуске Рады из-за «грубого политического давления» и из-за того, что их якобы вынуждают «принять решение в сроки, назначенные парламентом». При этом они назвали президентский указ легитимным и конституционным. Заседание Конституционного суда, которое должно было начаться 11 апреля, отложено на неделю.
В Конституционном суде 18 судей, пропорционально представляющих законодательную (Верховная Рада), исполнительную (президент) и судебную (Всеукраинский съезд судей) ветви власти страны. Для начала слушаний требуется 12, а для вынесения вердикта — 10 судей.
Заместитель министра внутренних дел Виктор Суслов сообщил, что милиция переходит на усиленный режим несения службы в связи с вероятностью уличных столкновений: «Мы располагаем информацией о том, что экстремистски настроенные политические силы планируют спровоцировать столкновения, чтобы сорвать заседание суда и подстегнуть президента к введению чрезвычайного положения до того, как суд примет своё решение».
Артёмовский районный суд Луганска отменил свой запрет Центризбиркому на проведение внеочередных выборов в Верховную Раду.
В Киеве прошёл внеочередной съезд общественной организации «Пора!» (лидер — Андрей Юсов, исключённый из политической партии «Пора»). Съезд поддержал решение президента распустить парламент и исключил из организации лидера партии «Пора» Владислава Каськива, который ранее отказался поддержать движение «Народная самооборона» Юрия Луценко.

### 11 апреля
Кабинет министров повторно отказался финансировать проведение досрочных выборов. Министр юстиции Александр Лавринович заявил, что решение Совета национальной безопасности и обороны от 5 апреля, которым предусматривается выделение средств на проведение выборов, нарушает действующее законодательство.
Секретарь СНБО Виталий Гайдук подтвердил, что Виктор Ющенко рассматривает возможность переноса даты выборов и может для этого приостановить действие своего указа о роспуске парламента. Идея о переносе даты голосования является частью пакета предложений по выходу из кризиса, который был предложен президентом премьер-министру на встрече 10 апреля. Тем временем Виктор Янукович предложил свой вариант выхода из кризисной ситуации — провести одновременно парламентские и президентские выборы.
Министр финансов обнародовал данные, свидетельствующие о снижении поступлений в бюджет (в апреле — на 500 млн грн ниже запланированных), прямо связав это с политической нестабильностью.
Предвыборный съезд Всеукраинского объединения «Батькивщина» исключил из партии депутатов, вошедших в состав «Антикризисной коалиции». Делегаты съезда приняли решение об участии в досрочных парламентских выборах в составе блока, куда также войдут партия «Реформы и порядок» и «Украинская социал-демократическая партия». Договор с лидерами этих партий — Виктором Пинзеником и Евгением Корнийчуком — был подписан Юлией Тимошенко здесь же.
В ночь с 11 на 12 апреля «Народный рух Украины», «Украинская народная партия» и Украинская республиканская партия «Собор» подписали соглашение о создании избирательного блока национально-демократических сил «Рух — Украинская правыця». Всеукраинское объединение «Свобода» (лидер — Олег Тягнибок) в последний момент было исключено из состава возможных участников блока.
Киев по приглашению межпарламентской группы украинско-российской дружбы посетила официальная делегация депутатов Государственной думы России, поприсутствовавшая на заседании Верховной Рады и встретившаяся с председателем парламента Александром Морозом и депутатами от КПУ. Накануне этого визита, 6 апреля, Госдума приняла постановление «О ситуации на Украине», в котором выразила солидарность с мнением «Антикризисной коалиции» о том, что указ президента о досрочном прекращении полномочий Рады является неконституционным.
Министр иностранных дел Арсений Яценюк провёл ряд встреч в Совете Европы (в частности, с генеральным секретарём Терри Дэвисом), основной целью которых было объяснить причины политического кризиса на Украине. Министр заверил Дэвиса, что Украина способна собственными силами найти выход из сложившейся ситуации.
В тот же день вице-президент Европарламента Марек Сивец встретился в Киеве с премьер-министром Виктором Януковичем, председателем Верховной Рады Александром Морозом и лидером БЮТ Юлией Тимошенко. По его словам, он пока не видит необходимости привлекать международных посредников.
В Киев прибыло 13 тыс. человек, для участия в митингах: 10 326 на автобусах и 3 094 на 6 поездах, в основном из Днепропетровской, Донецкой и Харьковской областей. Число палаток в центре Киева достигло 683. Больше всего сторонников коалиции, приехавших в Киев из центральной и восточной Украины на автобусах, находится на Днепровской набережной и площади Героев Великой Отечественной войны.
Палаточный городок разбит в Мариинском парке.
В Киеве прошли самые многолюдные с начала политического кризиса митинги сторонников и противников роспуска парламента. Сторонники коалиции митинговали на майдане Незалежности. На Европейской площади лидеры «Нашей Украины» и «Народной самообороны» Вячеслав Кириленко и Юрий Луценко объявили о начале бессрочной акции в поддержку президента, однако сразу после объявления о начале митинга большинство участников разошлись. Возле здания Конституционного суда уже не первый день дежурят сторонники коалиции.
Верховный Совет Автономной Республики Крым на внеочередном пленарном заседании принял заявление, в котором выразила поддержку действиям премьер-министра Виктора Януковича и обратилась к президенту Виктору Ющенко с призывом отозвать указ о роспуске парламента.

### 12 апреля
Правительство направило обращение к президенту, в котором отмечается негативное влияние продолжающегося политического кризиса на экономику Украины. Президент Ющенко отверг его как «ставящее целью оказать политическое давление на общественность».
Виктор Ющенко дал первую за две недели пресс-конференцию для украинских и зарубежных СМИ, на которой объяснил, что заставило его пойти на роспуск парламента — «узурпация власти» парламентской коалицией и «политическая коррупция».
Ющенко констатировал, что парламентская коалиция вывела из своего состава депутатов, перешедших в неё из других фракций, но заявил, что этого недостаточно — теперь следует изменить закон о статусе депутата, чтобы впредь подобное не случалось, и провести досрочные выборы — «чистилище, через которое должны пройти все политические силы». Президент заявил, что компромисс может быть достигнут только в случае, если оппозиция согласится вернуться в Раду, а Рада примет закон об императивном мандате и изменения в закон о выборах. Ющенко также сообщил, что передал Януковичу пакет из 15 предложений по выходу из политического кризиса.
Свой ответ Партия регионов дала в тот же день — один из её лидеров Тарас Черновол снова призвал отменить указ о досрочных выборах Рады, после чего «мы готовы выполнить пожелания президента практически по всем направлениям».
Виктор Янукович на встрече с вице-премьером государственного совета КНР Хуэй Лянъюем сообщил, что 11 апреля передал президенту свои предложения по урегулированию конфликта — президенту предложено приостановить действие указа до вынесения решения Конституционного суда. На встрече с премьер-министром Литвы Гядиминасом Киркиласом Виктор Янукович заявил, что по ключевым, в том числе внешнеполитическим, вопросам его позиция совпадает с позицией Виктора Ющенко: «Наши противоречия — это противоречия относительно тактики действий, так как стратегические задачи перед украинскими политиками стоят одинаковые». На пресс-конференции по итогам встречи Виктор Янукович заявил о необходимости международного посредничества для урегулирования ситуации на Украине.
В Киеве продолжаются акции протеста сторонников и противников роспуска парламента. Активисты Партии регионов, КПУ и СПУ в течение дня митингуют на майдане Незалежности. На Европейской площади в «бессрочной» акции в поддержку действий президента вечером собрались сторонники «Нашей Украины».
В Киеве прошёл внеочередной съезд партии «Братство», возглавляемой Дмитрием Корчинским, на котором было решено принять участие в досрочных выборах. В ночь на 13 апреля в результате драки в офисе партии, спровоцированной членами Молодёжного национального конгресса и молодёжной организации «Украинский спротив», получили ножевые ранения два человека.

### 13 апреля
Прокуратура начала возбуждать уголовные дела в отношении судебных постановлений, приостанавливающих действие указа президента о роспуске парламента.
На этот день журналисты ведущих украинских телеканалов («1+1», ICTV, STB, «Новый», «Тонис») назначили акцию «День без политиков». В связи с этим все запланированные пресс-конференции были отменены.

### 14 апреля
XVIII внеочередной съезд ПСПУ (лидер — Наталья Витренко) принял предвыборную программу и утвердил партийный список. Таким образом ПСПУ, представляющая протестный «антиоранжевый» электорат, фактически поддержала указ Ющенко о роспуске парламента.

### 15 апреля
Партии «Вперёд, Украина!» (лидер Виктор Мусияка) и «Христианско-демократический союз» (Владимир Стретович) подписали соглашение о создании избирательного блока «Народная самооборона Юрия Луценко» в преддверии досрочных выборов в Верховную раду. В список кандидатов в народные депутаты, который возглавил Юрий Луценко, вошли Виктор Мусияка, Владимир Стретович, главный спонсор НС Давид Жвания, лидер движения «Европейский рух» Николай Катеринчук, бывший глава украинского бюро Интерпола Кирилл Куликов, бывшие лидеры партии «Пора» Евгений Золотарёв и Андрей Юсов, журналист Владимир Арьев, координатор проектов фонда «антиСПИД» Наталья Лукьянова, Тарас Стецькив, представитель президента в АР Крым Виктор Шемчук, народные депутаты V созыва — Владимир Марущенко и Антон Ружицкий (оба — «Наша Украина»).
Пресс-служба Партии регионов сообщила, что на внеочередных сессиях местных советов в Крыму, Одесской, Харьковской, Донецкой, Днепропетровской, Луганской, Николаевской, Херсонской, Запорожской областях (то есть там, где позиции партии регионов наиболее прочны) «депутаты отмечали, что провести внеочередные выборы в установленные сроки невозможно».

### 16 апреля

#### Президент
Виктор Ющенко сообщил журналистам, что он потребовал от руководителей всех силовых ведомств выполнить его указ о роспуске парламента. В частности, он имеет претензии к Александру Медведько: «Я обратил внимание генпрокурора на необходимость обеспечить полноценную реакцию на ряд событий, которые произошли в последнее время» — отказ правительства выполнять президентский указ о досрочных парламентских выборах, действия ряда местных советов, поддержавших позицию правительства, а также факты привлечения школьников и студентов к массовым акциям протеста.
Президент также сообщил, что 13 апреля встречался с Виктором Януковичем и «предложил ему компромисс, который мог бы привести к выходу из кризиса». При этом досрочные выборы в любом случае должны состояться — однако им должно предшествовать определение механизма досрочных выборов, принятие нового закона «О статусе народного депутата», а также новой редакции закона «О выборах». Кроме того, необходимо договориться о моратории на неконституционную политическую активность. Ющенко вновь заявил, что в основе текущего политического кризиса лежит коррупция: «Я не хочу быть молчаливым участником процесса, в результате которого изменится конституционная ситуация на Украине и будут фальсифицированы результаты выборов в парламент. Неконституционное большинство не может принимать правовые решения!»

#### Верховная рада
На заседании согласительного совета лидеров парламентских фракций и глав комитетов представители парламентской коалиции во главе с Александром Морозом заявили о готовности удовлетворить требования президента, касающиеся усовершенствования законодательства — внести изменения в закон «О Кабинете министров», а также учесть на законодательном уровне некоторые нормы Универсала национального единства в законопроекте «О принципах внутренней и внешней политики». Александр Мороз также заявил о возможности внести изменения в регламент Рады и в избирательное законодательство. В то же время, Александр Мороз вновь заявил на пресс-конференции, что досрочные выборы не могут состояться без оценки указа президента Конституционным судом: «Сначала нужно вернуться в конституционное поле, а уже потом заниматься поиском компромиссов».

#### Конституционный суд
Судья Конституционного суда Украины Виктор Шишкин заявил, что, «открывая дело по обращению 53 народных депутатов Украины о рассмотрении вопроса о неконституционности Указа о роспуске парламента, Конституционный Суд фактически признал указ действующим», добавив при этом, что вопрос конституционности или неконституционности указа — это второстепенный вопрос.

#### Оппозиция
Блок Юлии Тимошенко на своём съезде утвердил избирательный список на внеочередные выборы Верховной рады из 180 человек. Список возглавила сама Юлия Тимошенко. Затем идут её заместитель по фракции БЮТ в Раде V созыва Александр Турчинов, вице-спикер Николай Томенко, заместитель председателя партии «Батькивщина» Иосиф Винский и народный депутат Андрей Шевченко.
Народный союз «Наша Украина» на своём V съезде также принял избирательный список, включив в него, в частности, действующего министра обороны Анатолия Гриценко. Одновременно из списка был исключён бывший руководитель НАК «Нафтогаз Украины», руководитель Конгресса украинских националистов Алексей Ивченко.
Межпартийный съезд блока «Рух — Украинская правыця» утвердил свой список кандидатов в народные депутаты. В первую пятёрку блока вошли Борис Тарасюк, Юрий Костенко, Анатолий Матвиенко, народные депутаты Василий Куйбида («Наша Украина») и депутат Верховной рады I—IV созывов Иван Заец (УНП). Съезд освятил глава Украинской православной церкви Киевского патриархата патриарх Филарет. В представленной делегатам предвыборной программе содержится поддержка вступления в НАТО, сохранения за украинским языком статуса единственного государственного, принятия новой редакции Конституции.

#### Сюзанна Станик
Служба безопасности Украины (СБУ) и Генеральная прокуратура (ГПУ) обнародовали результаты проверки в отношении заместителя главы Конституционного суда (КС) Сюзанны Станик.
Исполняющий обязанности председателя СБУ Валентин Наливайченко сообщил, что СБУ в связи с обращением депутатов от блока «Наша Украина» провела проверку и «получила предварительное подтверждение информации о получении родственником… Сюзанны Станик имущества на сумму 12 миллионов долларов», куда входят «земельные участки и квартиры в Ялте, Киеве и несколько дорогих автомобилей, в частности марок Mercedes и BMW», а также нежилое помещение в Киеве площадью 500 м². Самая последняя сделка зафиксирована 28 марта 2007.
Позднее начальник пресс-службы ГПУ Алексей Бебель сообщил на брифинге, что, по данным ГПУ, информация «о якобы незаконном получении госпожой Станик прав собственности на жилые помещения» является «неправдивой, фальсифицированной и направленной на препятствование выполнению Сюзанной Станик обязанностей судьи». Он также сообщил об отданном поручении провести проверку по факту вмешательства в деятельность судьи.
Сама Сюзанна Станик направила президенту, председателю Верховной рады, Конституционного и Верховного судов письмо, обвинив Валентина Наливайченко в том, что его заявления «направлены на срыв заседания КС».
Тем временем газета «Коммерсант-Украина» опубликовала сообщение о том, что «близким родственником» Сюзанны Станик, о котором идёт речь, является её мать — 74-летняя Оксана Антошко, а все зафиксированные операции по передаче недвижимости были проведены в течение последнего года.

### 17 апреля

#### Выступление Януковича на ПАСЕ
Виктор Янукович выступил на заседании Парламентской ассамблеи Совета Европы в Страсбурге, где подверг критике действия президента Ющенко за их ультимативный и неконституционный характер, а также заявил о намерении подчиниться решению Конституционного суда: «Указ президента — это не закон, а подзаконный акт, пока его не признает КС. Главный же закон Украины — это конституция… И если Конституционный суд подтвердит его законность, мы будем выполнять решение президента». По словам Януковича, «Любое решение КС будет нужно признавать законным… Любое давление на суд и тем более на судей КС — это нарушение принципов демократии и конституции Украины». Премьер-министр также заявил о возможности вынесения импичмента президенту в случае признания Конституционным судом незаконности его указа. Острые вопросы Януковичу задавали лишь участвовавшие в работе сессии ПАСЕ депутаты от украинской оппозиции и солидарные с ними представители грузинского парламента. Российские депутаты не участвовали в дискуссии. Как заявил корреспонденту газеты «Коммерсант» руководитель российской делегации в ПАСЕ Константин Косачёв, «Мы воздерживаемся от открытой поддержки Рады. И делаем это по просьбе украинской делегации. Все принципиальные вопросы у нас не к Януковичу, а к Ющенко».

#### Ситуация вокруг Конституционного суда
С утра здание Конституционного суда охраняют сторонники парламентской коалиции, которым противостоят уступающие в численности сторонники организации «Пора», ранее участвовавшие в акции у секретариата президента Украины.
Конституционный суд Украины начал рассмотрение дела о неконституционности указа президента от 2 апреля о досрочном прекращении полномочий Верховной рады V созыва. На заседании присутствовали все 18 судей КС. После краткого доклада Сюзанны Станик, которая заявила об оказываемом на неё давлении, но отказалась взять самоотвод, 11 судей против 6 (назначенных в КС по квоте президента) поддержали её предложение проводить судебные заседание до делу ежедневно, вплоть до вынесения окончательного решения.
Юлия Тимошенко сделала заявление на пресс-конференции объединённой оппозиции, что «наибольшая опасность для государственности Украины исходит из Конституционного суда», обвинила Конституционный суд в неспособности принять правомочное решение, заявила о подкупе судей и обратилась к Виктору Ющенко с требованием отозвать судей, назначенных по квоте президента, и «не покрывать участием президентских представителей этот позорный фарс». Тимошенко также призвала Ющенко не выполнять решений КС и провести досрочные выборы Верховной рады. На этой же пресс-конференции бывший соратник Тимошенко лидер Партии свободных демократов Михаил Бродский обвинил её в стремлении разрушить страну и в «организации тоталитарной секты», а также в намерении подкупить судей КС

#### Президент
Сам Виктор Ющенко, который ранее из-за парламентского кризиса отменил несколько зарубежных визитов (в том числе в Москву), впервые с момента подписания им указа о роспуске Верховной рады покинул страну и уехал в Брюссель, где провёл встречу с президентом Еврокомиссии Жозе Мануэлем Баррозу с целью проинформировать руководство Евросоюза о подробностях политического кризиса на Украине. Ющенко не смог получить от Евросоюза полной поддержки своих действий. Жозе Мануэль Баррозу предупредил, что затягивание кризиса негативно повлияет на ход переговоров относительно соглашения Украина-ЕС.
Из Брюсселя Ющенко отправился в Кардифф (Великобритания), чтобы вместе с президентом Польши Лехом Качинским принять участие в презентации совместной заявки двух стран на проведение чемпионата Европы по футболу 2012 года. Украина и Польша получили восемь из одиннадцати голосов членов исполкома Союза европейских футбольных ассоциаций (UEFA). Уже после презентации Ющенко сделал заявление, в котором допустил, что досрочные выборы могут быть перенесены на июнь в связи с необходимостью законодательного урегулирования процедуры досрочных выборов.

### 18 апреля

#### Ситуация вокруг Конституционного суда
Центр политического противостояния в столице перемещается от Верховной рады к зданию Конституционного суда. Именно здесь несколько тысяч представителей объединённой оппозиции под руководством депутатов Рады начинают акцию «Честный суд — честные выборы!», заблокировав все входы в здание КС, чтобы не допустить на рабочие места участников судебного процесса. Находящиеся здесь же сторонники парламентской коалиции, занявшие позиции во дворе КС, вынуждены призвать на помощь товарищей со всего Киева. Время от времени оппоненты переходят от брани к кулачным потасовкам. Дополнительные препятствия для прохода в здание были созданы присутствием многочисленных сотрудников ОМОН и МВД, в результате чего Конституционный суд не имел достаточного кворума для открытия заседания. Позже здание было разблокировано сотрудниками спецподразделений «Барс» и «Беркут», причём препятствовавшие проходу судей депутаты «оранжевых» фракций Давид Жвания, Олег Ляшко, Владимир Карпук и Зиновий Шкутяк заявили, что спецназовцы применили к ним силу, несмотря на депутатскую неприкосновенность: «Регионалы первые провоцировали столкновения, пытаясь растолкать мирных демонстрантов, и милиция им в этом помогала. Цушко должен отвечать за действия своих подчинённых». Представители МВД официально отвергли эти заявления.
В зале для заседаний собрались 16 из 18 судей КС, которые приступили к заслушиванию представителя президента в КС Владимира Шаповала.
Незадолго до этого пресс-служба генпрокуратуры сообщила о возбуждении уголовного дела по факту вмешательства в деятельность судей Конституционного суда — в частности, судьи-докладчика по делу о соответствии Конституции указа президента о досрочном прекращении полномочий Верховной рады Сюзанны Станик. Дело возбуждено по ч. 1 ст. 376 Уголовного кодекса («вмешательство в деятельность судьи с целью препятствовать выполнению им служебных обязанностей или добиваться вынесения неправосудного решения»).

#### Сложение полномочий депутатами БЮТ и НУ
Руководство парламентских фракции БЮТ и «Наша Украина» заявило, что входящие в них депутаты слагают свои полномочия. Таким образом руководство оппозиционных фракций намерено, не дожидаясь решения Конституционного суда, добиться роспуска парламента — при отсутствии в Верховной раде более чем трети народных депутатов президент, как они надеются, получит ещё одно основание считать парламент недееспособным. Президиум партии «Наша Украина» постановил обязать членов парламентской фракции написать заявления о выходе из неё и, таким образом, также сложить свои полномочия. Однако 13 членов фракции «НУ», представляющие Народный рух Украины, отказались сложить депутатские полномочия. Отказались сдать депутатские мандаты также некоторые члены фракции БЮТ.
Лидеры оппозиции не скрывают, что опасаются того, что Конституционный суд может принять решение не в пользу президента. Об этом свидетельствует заявление Юлии Тимошенко: «В стенах суда при участии людей, которые надели на себя мантии, хотя на самом деле являются представителями политических партий или частично коррумпированных людей, происходит не судебное заседание и не правосудие. Это фарс для захвата власти Януковичем. Наша политическая сила не признает любого решения Конституционного суда».

#### Деятельность антикризисной коалиции
Верховная рада подвергла резкой критике действия оппозиции у здания Конституционного суда. Прозвучали даже предложения о снятии депутатской неприкосновенности с депутатов, если прокуратура возбудит против них уголовное дело. Виктор Янукович, однако, заявил: «Никаких указаний правоохранительным органам нельзя давать: кого задерживать, на кого открывать уголовные дела, на кого не открывать. Это ошибочная практика. Мы этого не будем никогда делать и потребуем от правоохранительных органов, чтобы они работали в правовой плоскости». Одновременно Янукович на заседании правительства выступил с предупреждением в адрес правоохранительных органов об ответственности перед законом: «Ни МВД, ни СБУ, ни генпрокуратура не должны заниматься политикой». Янукович потребовал от генеральной прокуратуры обеспечить беспрепятственную работу Конституционного суда и оградить его от давления.
Вице-премьер Дмитрий Табачник сообщил, что секретариат президента готовит отстранение от должности генерального прокурора Александра Медведько, который был единственным из членов Совета национальной безопасности и обороны Украины, выступившим вместе с Януковичем против решения СНБО о финансировании досрочных парламентских выборов. Во второй половине дня появились сообщения о том, что Медведько госпитализирован с ишемической болезнью сердца. Исполнение обязанностей генерального прокурора возложено на его заместителя Виктора Пшонку.

### 19 апреля

#### Верховная рада
50 народных депутатов Украины обратились к Генеральному прокурору Украины Александру Медведько с просьбой осуществить проверку информации относительно фактов преступной деятельности Виктора Балоги (руководитель секретариата президента), его родственников и окружения.

#### Президент
Президент Ющенко, отменив поездку в Хмельницкую область, ночью принял участие во встрече с лидерами оппозиции. На ней присутствовали лидер «Нашей Украины» Вячеслав Кириленко, лидер «Народной самообороны» Юрий Луценко, глава Христианско-демократического союза (ХДС) Владимир Стретович, лидер Народного руха Украины (НРУ) Борис Тарасюк, глава Украинской республиканской партии «Собор» Анатолий Матвиенко, лидер Украинской народной партии (УНП) Юрий Костенко, лидер БЮТ Юлия Тимошенко и руководитель секретариата президента Виктор Балога. На встрече, в частности, руководителей Народного руха Украины и партии «Собор» убеждали согласиться на отзыв их депутатов из фракции «Наша Украина» в Верховной раде. С этой целью была достигнута договорённость о создании на основе «Нашей Украины» (без ПППУ) единого блока, в состав которого также войдут «Народная самооборона Юрия Луценко» и «Рух — Украинская правыця». Все депутаты Верховной рады V созыва из фракции «Наша Украина» должны сохранить свои места в верхней части списка, а места, принадлежавшие в списке Партии промышленников и предпринимателей Украины, будут распределены между представителями «Народной самообороны» и УНП, входящей в состав избирательного блока «Рух — Украинская правыця».

#### Политические партии
Блок «Наша Украина» на своём съезде исключил из своего состава Партию промышленников и предпринимателей Украины (лидер — Анатолий Кинах) за переход парламентской фракции ПППУ в «антикризисную» парламентскую коалицию. Представители самой партии на съезд не были приглашены. По завершении съезда Вячеслав Кириленко заявил журналистам, что съезд направил в Центризбирком весь предвыборный список «Нашей Украины» (450 человек) с просьбой отменить их регистрацию в качестве народных депутатов (87 человек) и кандидатов в народные депутаты (363), а практически все представители НУ в парламенте написали заявления о выходе из фракции. Согласно Конституции, это означает лишение их депутатских мандатов. Тем временем в секретариате ПППУ приступили к подготовке судебного иска о нелегитимности съезда и его решений (исключить партию из блока без её согласия юридически невозможно). В ожидании решения Центризбиркома в работе съезда объявлен перерыв.
Одновременно со съездом «Нашей Украины» прошло закрытое собрание партий, входящие в БЮТ по вопросу об аннулировании избирательного списка, лишении полномочий 17 депутатов, ранее объявивших о своем присоединении к парламентской коалиции, а также о сложении полномочий остальными депутатами БЮТ. В общей сложности свои полномочия сложили 104 депутата. Депутаты от БЮТ написали по два заявления — о выходе из фракции и о сложении депутатских полномочий — на имя президента Ющенко.
19 и 20 апреля БЮТ и «Наша Украина» направили в Центризбирком решения своих съездов об исключении из списков кандидатов в народные депутаты тех, кто по результатам выборов в Верховную раду в 2006 году не прошёл в парламент. Документы, поданные БЮТ, Центризбирком принял, однако отказался «обнулить» списки «Нашей Украины» на том основании, что под итоговыми документами съезда не стояла подпись лидера Партии промышленников и предпринимателей Анатолия Кинаха, чья политическая сила являлась субъектом блока.

#### Конституционный суд
Конституционный суд Украины за ночь огородили железными щитами и турникетами, отделяющими «бело-синих» демонстрантов от «оранжевых». Каждого из судей проводили в здание в сопровождении бойцов «Беркута» в бронежилетах, с дубинками и пристёгнутой к голеням и коленям железной защитой. На протяжении всего дня на вопросы судей КС об обстоятельствах подписания указа отвечал постоянный представитель президента в КС Владимир Шаповал.
Пикетирование КС представителями всех противоборствующих политических сил продолжалось весь день. Одновременно прошли акции перед зданием МВД, где 40 активистов гражданской партии «Пора» приковали себя цепями к воротам двора МВД на улице Богомольца, а также перед зданием правительства.

#### Митинги правящей «Партии регионов» в Киеве
По сведениям украинского МВД, в Киев прибыли из различных регионов Украины 255 автобусов и 4 поезда со сторонниками правящей парламентской коалиции, общее количество прибывших — более 11 тысяч человек. Палатки в поддержку парламентской коалиции расположились в нескольких местах в Киеве: 249 — в Мариинском парке, 178 — в Городском саду, 55 — на Площади Независимости возле монумента независимости и 36 — возле главпочтамта, 16 — возле здания Конституционного суда, 16 — возле здания Центральной избирательной комиссии. Палатки оппозиции установлены возле здания ЦИК (8 палаток партии «Пора»), секретариата президента (14 палаток), на Европейской площади (2 палатки сторонников «Нашей Украины»), возле помещения Конституционного суда (10 палаток от БЮТ).
Львовская областная организация «Нашей Украины» подготовила выезд 50 автобусов (до двух тысяч членов «НУ») из Львова и райцентров Львовской области.

#### Резолюция ПАСЕ
Парламентская ассамблея Совета Европы приняла резолюцию «Функционирование демократических институтов на Украине», в которой потребовала уважать решение, которое вынесет Конституционный суд: «Ассамблея подчеркивает необходимость гарантировать и уважать авторитет единственного органа конституционного правосудия — Конституционного суда Украины. Следует незамедлительно вынести судебное решение относительно соответствия конституции указа президента от 2 апреля 2007 года. После того как такое решение будет вынесено, оно должно быть признано обязательным всеми сторонами». В документе указывается, что «продолжающаяся политическая нестабильность является результатом систематического отказа сменяющих друг друга правительств проводить политику глубоких правовых, административных и экономических реформ… личное соперничество и недальновидные действия во имя личных интересов ради получения постов привели к тому, что некоторые политические силы попытались воспользоваться конституционным вакуумом, образовавшимся с вводом в действие противоречивых конституционных поправок 2004 года». ПАСЕ призвала «все политические силы на Украине безотлагательно возобновить работу по совершенствованию конституции» в тесном сотрудничестве с Венецианской комиссией — «конституционная реформа должна стать неотъемлемой частью дискуссий, направленных на разрешение нынешнего политического кризиса». ПАСЕ считает необходимым привести в соответствие с европейскими стандартами законы о Кабинете министров, оппозиции, выборах. Эти изменения также предполагается осуществлять под мониторингом европейских институтов.

### 20 апреля

#### Верховная рада
Председатель парламента Александр Мороз сообщил, что в работе Верховной рады участвовали 262—263 депутата, то есть более половины их общего числа — в том числе некоторые депутаты, избранные по спискам «Нашей Украины» и БЮТ.

#### Встреча Ющенко и Януковича
Янукович и Ющенко встретились для переговоров, после которых Ющенко заявил, что согласен приостановить действие своего указа о роспуске парламента при условии законодательного закрепления запрета на индивидуальное вхождение депутатов в парламентскую коалицию, а также принятия ряда других законопроектов: «В кратчайшие сроки необходимо сформировать пакет политических компромиссов, который заключается в том, что мы делаем на законодательном уровне все необходимые шаги, которые обеспечивают невозможность такого формирования парламентского большинства, как это было в марте». Янукович после этой встречи, выступая перед участниками митинга в поддержку коалиции на Площади Независимости, призвал политические силы разрешить политический кризис путём подписания мирового соглашения.

#### Действия противоборствующих сторон
Народные депутаты от Партии регионов обратились в прокуратуру по фактам давления со стороны секретариата президента на судей Конституционного суда и попыток дискредитировать судью КС Сюзанну Станик.
На своей пресс-конференции Виктор Ющенко высказал неудовлетворение бездействием генерального прокурора Александра Медведько в деле выполнения указа о роспуске парламента.
Оппозиция призвала Ющенко уволить генерального прокурора А. Медведько и министра внутренних дел В. Цушко.
В избирательный список «Нашей Украины» вошли представители партии «Пора».

#### Массовые акции
По данным МВД, в Киев утром прибыли более 19 тысяч сторонников коалиции и оппозиции — 230 автобусов и 9 поездов со сторонниками коалиции, а также 120 автобусов и 4 поезда со сторонниками БЮТ и «Нашей Украины». В местах проведения массовых акций в центре Киева установлено всего 745 палаток. По информации МВД в митингах в поддержку парламентской коалиции приняли участие 50-55 тысяч человек, в поддержку оппозиции — 10 тысяч человек (сама оппозиция заявила о присутствии 23 тысяч человек.

### 23 апреля
Конституционный суд (КС) продолжил рассматривать обращение 53 народных депутатов о соответствии Конституции указа президента о досрочном прекращении полномочий Верховной рады V созыва. После того как постоянный представитель Верховной рады в КС Анатолий Селиванов отказался отвечать на вопросы судьи Владимира Кампо — одного из пяти судей, подписавших 10 апреля обращение к президенту, парламенту и правительству, — тот сделал заявление: «В юрисдикцию Конституционного суда входит решение вопросов, которые имеют правовой, а не политический характер… Исследование судом материалов этого дела показало, что предмет спора возник в результате двоевластия в государстве и имеет политическое значение, а постановления Верховной рады являются, по сути, элементами политического протеста. Исходя из изложенного, можно сделать вывод, что Конституционный суд не наделён полномочиями решать это дело по существу, поскольку не имеет права вмешиваться в политическую деятельность президента, Верховной рады и Кабинета министров».
По информации пресс-службы Центризбиркома, в ЦИК поступили документы от блоков Юлии Тимошенко и «Наша Украина» об исключении из избирательных списков кандидатов в народные депутаты, не попавших в Верховную раду V созыва. Кроме обращения в ЦИК по поводу «обнуления списков» документы, поданные «Нашей Украиной», содержат, в частности, решения межпартийного съезда блока об исключении Партии промышленников и предпринимателей Украины из состава блока, а также о досрочном прекращении полномочий девяти народных депутатов от НУ, перешедших на сторону парламентской коалиции.
Тем временем Александр Мороз сообщил, что регламентный комитет Верховной рады обратился в Генпрокуратуру с целью выяснения законности решений БЮТ и НУ. Сам ЦИК остаётся недееспособным из-за отсутствия кворума — работают всего восемь членов ЦИКа, тогда как для принятия решений необходимо десять человек. Пять членов Центризбиркома находятся на больничном. Поэтому до сих пор не сформированы окружные избирательные комиссии, не подготовлены списки политических партий для участия в выборах.
Информационное агентство УНИАН и «Пятый канал» сообщили о приостановлении совместного проекта «Пресс-конференции в прямом эфире» в связи с тем, что «во время обострения политической ситуации в стране некоторые политики пытаются использовать прямой телевизионный эфир для политических манипуляций, взаимных оскорблений и некорректных оценок деятельности политических оппонентов».
Газета «Коммерсант-Украина» сообщила о том, что, как ей стало известно, ещё 6 апреля председатель политсовета Партии регионов вице-премьер Владимир Рыбак обратился к руководителям предприятий с письменной просьбой о предоставлении партии безвозвратной финансовой помощи «для осуществления уставной деятельности». Сам Владимир Рыбак подтвердил факт своего обращения, подчеркнув, что делал это «как председатель политисполкома партии» и не находит в этом признаков злоупотребления служебным положением.
Опубликованы данные опроса общественного мнения, проведённого «Фондом общественного мнения — Украина». Партия регионов, Блок Юлии Тимошенко, Блок «Наша Украина» и Коммунистическая партия могут пройти в Верховную Раду. 29,1 % опрошенных были готовы проголосовать за ПР, 15,5 % — за БЮТ, 10,3 % за НУ, 4 % — КПУ, 2,8 % — «Народная самооборона», 1,7 % — Социалистическая партия, 1,2 % — Народная партия (Владимир Литвин), 1,1 % — Прогрессивная социалистическая партия (Наталья Витренко), 1 % — «Пора» (Владислав Каськив). Другие партии и блоки собрали менее 1 % опрошенных. 50,2 % опрошенных не одобрили указ Президента Украины Виктора Ющенко о роспуске Верховной Рады V созыва от 2 апреля, одобрили — 37 %, ничего об этом не знали — 2,4 %, и затруднились ответить 10,5 % опрошенных.

### 24 апреля
Генеральная прокуратура Украины отказала в возбуждении уголовного дела в отношении заместителя председателя Конституционного Суда Украины Сюзанны Станик из-за отсутствия состава преступления.

### 25 апреля
Днём состоялось первое заседание специальной рабочей группы по урегулированию кризиса, в которую вошли лидер фракции «Наша Украина» Вячеслав Кириленко и заместитель главы Блока Юлии Тимошенко Александр Турчинов, лидер фракции Партии регионов в Верховной раде Раиса Богатырёва, первый вице-спикер парламента Адам Мартынюк, лидер Коммунистической партии Украины Пётр Симоненко. Во встрече также принимали участие представители правительства и секретариата президента. Никакой договорённости в ходе работы комиссии не достигнуто — представители парламентской коалиции и правительство продолжают настаивать на невозможности досрочных парламентских выборов, а оппозиция полагает, что выход из политического кризиса может быть найден лишь через выборы.
Конституционный суд Украины, завершив заслушивание участников процесса по делу о законности роспуска Верховной рады, перешёл в режим закрытых слушаний.
Вечером Виктор Ющенко заявил в интервью агентству AFP, что выборы придётся перенести на более поздний срок, чтобы «позволить всем политическим силам к ним подготовиться». При этом Ющенко заявил о своей уверенности в том, что «украинское общество сегодня прекрасно осознаёт необходимость проведения досрочных парламентских выборов».
Вечерние выпуски теленовостей были прерваны экстренным обращением президента к народу. Виктор Ющенко, выступавший в прямом эфире, заявил, что выборы состоятся, но не в мае, а 24 июня 2007.

### 26 апреля: Указ Ющенко о переносе выборов
Юлия Тимошенко заявила, что Конституционный суд не может принять решение по указу президента, поскольку тот уже отменён другим указом. В ответ Партия регионов заявила о намерении настаивать на принятии Конституционным Судом любого решения по указу Президента о роспуске парламента, которое она будет выполнять.
Парламентская коалиция решила подать новый иск в Конституционный суд по поводу указа Ющенко о переносе выборов. Премьер-министр Виктор Янукович заявил, что считает неконституционным новый указ президента Украины о роспуске парламента и назначении выборов на 24 июня.
В Верховной раде зарегистрирован проект постановления о начале процедуры импичмента Ющенко. Документ внесли в парламент депутаты от фракций КПУ, Партии регионов и двое парламентариев, вышедших из Блока Юлии Тимошенко и присоединившихся к коалиции.
Виктор Ющенко восстановил в должности генерального прокурора Святослава Пискуна (члена парламентской фракции Партии регионов), которого сам же уволил в 2005 году. Таким образом Ющенко сумел добиться перехода на свою сторону влиятельного члена Партии регионов и одновременно избавился от генерального прокурора Александра Медведько, занявшего нейтральную позицию в политическом кризисе.

### 27 апреля
Председатель Верховной рады Александр Мороз призвал регламентный комитет парламента рассмотреть предложения народных депутатов относительно начала процедуры импичмента Президенту Виктору Ющенко. Парламентская коалиция создала следственную комиссию по расследованию обстоятельств назначения Святослава Пискуна генеральным прокурором Украины.
Конституционный суд Украины продолжил рассмотрение дела о неконституционности первого указа Ющенко о роспуске парламента (от 2 апреля 2007 года).
Премьер-министр Виктор Янукович заявил, что новый указ Ющенко о переносе даты парламентских выборов был издан из-за опасений Виктора Ющенко, что Конституционный суд признает неконституционным его первый указ о досрочном прекращении полномочий Верховной рады. Кроме того, новый указ перечеркнул надежды на достижение компромисса.
27 апреля начинается избирательная кампания по досрочным выборам в Верховную раду.
Резкие заявления сделал Леонид Грач (народный депутат Украины, фракция КПУ), назвав Ющенко «антиправовым бандитом» и заявив, что единственным выходом является импичмент.

### 30 апреля
Верховная рада приняла постановление «О досрочных выборах Президента Украины и народных депутатов Украины». За постановление проголосовали 234 из 254 народных депутатов, зарегистрированных в зале. Согласно этому документу, одновременные президентские и парламентские выборы должны пройти «в течение 90 дней со дня вступления в силу закона о внесении изменений в конституцию», «но не позднее 9 декабря 2007 года».
Виктор Ющенко своим указом освободил от занимаемой должности заместителя председателя Конституционного суда Валерия Пшеничного «в связи с нарушением присяги». В связи с этим отмечалось, что именно Валерий Пшеничный 5 апреля в отсутствие главы КС Ивана Домбровского провёл заседание суда, на котором Сюзанна Станик была назначена судьёй-докладчиком по делу о легитимности указа Виктора Ющенко о роспуске Рады.

### 1 мая
Виктор Ющенко освободил от должности Сюзанну Станик — судью-докладчика по делу о легитимности президентского указа о роспуске рады. Теперь в Конституционном суде осталось 16 судей. 
Парламентская коалиция Партии регионов, СПУ и КПУ приняла «Воззвание к украинскому народу, Совету Европы, всем международным организациям», в котором охарактеризовала действия Виктора Ющенко как попытку «антиконституционного переворота» и обвинила его в стремлении «заблокировать работу КС», который, по мнению коалиции, «способен вывести в конституционное поле отношения между ветвями власти».
На первомайскую демонстрацию члены КПУ вышли с лозунгами «Нет оранжевому реваншу!» и «Свободу Украине от рейдеров Тимошенко, Луценко, Ющенко — марионеток ЦРУ, НАТО и Березовского».

### 2 мая
Сюзанна Станик своё освобождение от должности судьи Конституционного суда Украины назвала незаконным и «не базирующимся на соответствующей процедуре».
Сюзанна Станик и Валерий Пшеничный подали заявления в Генеральную прокуратуру с обжалованием своего увольнения. Новый генпрокурор Украины Святослав Пискун сообщил в интервью «Пятому каналу», что Генпрокуратура не будет оценивать указы президента, поскольку для этого есть Конституционный суд, но заявления Пшеничного и Станик станут «предметом прокурорского реагирования».

### 3 мая
Виктор Ющенко своим указом назначил Степана Гавриша судьёй Конституционного суда. Виктор Ющенко также вывел из состава Совета национальной безопасности и обороны Украины экс-генерального прокурора Александра Медведько и председателя Верховного суда Украины Василия Онопенко. Этим же указом В. Ющенко ввёл в состав СНБО генерального прокурора Украины Святослава Пискуна.
Виктор Янукович заявил, что Виктор Ющенко освободил двоих судей Конституционного суда с целью запугать других судей и получить устраивающее его решение относительно конституционности указа о досрочном прекращении полномочий Верховной рады.

### 4 мая
Министр юстиции Украины Александр Лавринович заявил, что у Виктора Ющенко не было правовых оснований для увольнения двух судей Конституционного суда. По его мнению, решение о досрочном прекращении полномочий судей КС могли принять только Верховная рада или сам Конституционный суд.
Антикризисная коалиция не признала полномочий Степана Гавриша, указав, что тот был назначен без соблюдения необходимых процедур — указ о его назначении не был подписан премьер-министром и министром юстиции, Гавриш не принял присягу в Верховной раде. Между тем президент Ющенко назначил ещё одного судью КС, Василия Костицкого.
Новоназначенный генеральный прокурор Святослав Пискун назначил бывшего генпрокурора Александра Медведько своим заместителем.
В конце дня Ющенко и Янукович после очередной многочасовой встречи заявили о достижении принципиального соглашения о проведении досрочных выборов в Верховную раду и о пакетном соглашении о взаимных уступках, связанных с этим решением. Виктор Янукович выступил перед своими сторонниками на Площади Независимости и призвал участвовать в выборах.
По словам Ющенко, все технические вопросы должна решить совместная рабочая группа, а «политическое решение должно быть принято Верховной радой 8 мая» в полном составе и «при личном участии президента». На время заседания Ющенко обещал приостановить действие указов от 2 и 26 апреля о роспуске Рады. Рада должна принять пакет законов, которые сделают возможным проведение досрочных выборов.
В рабочую группу войдут лидер БЮТ Юлия Тимошенко, лидер «Нашей Украины» Вячеслав Кириленко, бывший председатель Рады Иван Плющ и первый заместитель главы секретариата президента Иван Васюник, а со стороны правительственной коалиции — вице-премьер Николай Азаров, координатор парламентского большинства Раиса Богатырёва и первый вице-спикер Адам Мартынюк. Союзники Партии регионов по коалиции — КПУ и СПУ — оказались не включены в рабочую группу.
Выступая на Майдане перед своими сторонниками, Виктор Янукович дал понять, что пошёл на соглашение в связи с тем, что «Конституционный суд парализован».
Позднее на заседании парламента договорённость Ющенко и Януковича резко раскритиковал член фракции СПУ Василий Волга: «Если это действительно так, как я слышу с экрана телевизора, то это предательство со стороны [Партии] регионов, это предательство Конституции». Член фракции КПУ Александр Голуб заявил, что, если во время консультаций с президентом Виктором Ющенко премьер-министр Виктор Янукович согласился на «капитуляцию» парламентского большинства, КПУ подумает о приемлемости продолжения своего членства в коалиции.
Издание RBC daily так прорезюмировало отклики на решение Януковича: «Коммунисты и социалисты называют это предательством, эксперты — капитуляцией, „оранжевые“ — выходом из тупика, сам Янукович — жертвой во имя стабильности».

### 7 мая
Виктор Ющенко и Виктор Янукович не могут договориться о дате досрочных парламентских выборов. В Киеве весь день заседала смешанная рабочая группа представителей президента и коалиции по подготовке выборов. Блок Юлии Тимошенко и «Наша Украина» настаивают на том, что их следует провести не позднее 8 июля. Партия регионов пытается максимально отсрочить день голосования, предлагая назначить его на осень.

### 9 мая
Стало известно о том, что Социалистическая партия Украины примет участие в досрочных выборах в блоке с Партией регионов. Такое соглашение достигнуто на уровне премьер-министра Виктора Януковича и председателя Верховной рады Александра Мороза. Третьим участником блока, скорее всего, станет Партия промышленников и предпринимателей во главе с министром экономики Анатолием Кинахом. Полагают, что КПУ будет участвовать в досрочных выборах самостоятельно.

### 10 мая
Виктор Ющенко подписал указ об увольнении ещё одного судьи Конституционного суда — Владимира Иващенко — также с формулировкой «за нарушение присяги». Решение принято на основании ст. 106, 126 и 149 Конституции, в соответствии с которыми президент имеет право уволить за нарушение присяги любого из 6 судей КС, назначенных по его квоте. Ранее с постов судей КС были уволены Валерий Пшеничный и Сюзанна Станик — все трое были назначены ещё бывшим президентом Леонидом Кучмой. Формально президент уже заполнил две из трёх освободившихся вакансий, подписав указы о назначении судьями КС Степана Гавриша и Василия Костицкого — но прежде чем приступить к исполнению своих служебных обязанностей, они должны принять присягу в Верховной раде.

### 11 мая
Валерий Гелетей, руководитель главной службы по вопросам деятельности правоохранительных органов секретариата президента Украины, сообщил журналистам о неких документах, свидетельствующих о подготовке «политических убийств» — в частности, Юлии Тимошенко, Юрия Луценко, Виктора Балоги, Давида Жвания, а также самого Виктора Ющенко: «Работает криминалитет совместно с некоторыми политическими силами, политтехнологами, с теми, кто имел отношение к спецслужбам некоторых государств, и сегодня мы имеем реальную угрозу того, что это может привести к какому-то взрыву в государстве».
Виктор Янукович, находящийся в Испании, где перенёс операцию на колене, сделал следующее заявление по поводу увольнения судьи КС Иващенко: «Уволив судью Иващенко, президент нарушил наши с ним последние договоренности. Я обращаюсь к руководству Евросоюза и России с просьбой немедленно выступить посредниками по урегулированию кризиса… Дальнейшая нейтральная позиция наших стратегических партнёров не содействует разрешению конфликта и добавляет уверенности президенту в его противозаконных действиях». Еврокомиссар по вопросам внешней политики Бенита Ферреро-Вальднер в ответ заявила, что «ЕС должен стоять в стороне от политических процессов на Украине до тех пор, пока они проходят в демократических рамках». Заместитель главы МИД РФ Григорий Карасин сказал: «Россия откликнется, если её попросят все стороны».
Виктор Ющенко снял с должности секретаря Совета национальной безопасности и обороны (СНБО) Виталия Гайдука, назначив вместо него Ивана Плюща.

### 13 мая
Руководители парламентских фракций Раиса Богатырёва (Партия регионов), Иван Бокий (СПУ) и Пётр Симоненко (КПУ) расценили заявления Валерия Гелетея как политическую провокацию и потребовали от президента его уволить. В опубликованном заявлении трёх лидеров фракций говорится: «Такие безответственные заявления нужно расценивать как политическую провокацию, организованную криминальными методами, основная цель которых — срыв переговорного процесса».

### 14 мая
КПУ отозвала свою подпись под Универсалом национального единства. Лидер коммунистов Пётр Симоненко при этом заявил, что Виктор Ющенко «постоянно нарушает договорённости, которые стали основанием для подписания Универсала, несёт угрозу конституции, мешает работе конституционного суда и судей общей юрисдикции».
Пресс-служба Конституционного суда сообщила, что КС начал подготовку к рассмотрению конституционного представления 160 депутатов о соответствии второго указа президента Ющенко о досрочном прекращении полномочий парламента конституции Украины. Пресс-служба КС также отметила, что суд продолжает производство по делу о неконституционности первого указа. Представитель президента в КС Владимир Шаповал заявил на это, что КС не уполномочен рассматривать недействующие нормативные акты, а первый указ о роспуске Верховной рады был признан недействительным ещё 26 апреля, в день подписания второго указа.
Делегаты межпартийного съезда блока «Рух — Украинская правыця» (УНП, Народный рух Украины, Украинская республиканская партия «Собор») приняли решение продолжить переговоры о создании широкого блока национал-демократических сил с Народным союзом «Наша Украина» (НСНУ) и блоком «Народная самооборона Юрия Луценко». Руководство УНП предложило включить в блок и Всеукраинское объединение «Свобода» (лидер — Олег Тягныбок), что, по его мнению, могло позволить правым идти на выборы и без «Нашей Украины», но против этого резко возразил НРУ.
Межпартийный съезд Блока Юлии Тимошенко (БЮТ) заново утвердил программу блока и списки кандидатов в депутаты на досрочных выборах, подтвердив решения съезда 16 апреля. По итогам первого съезда первую пятёрку БЮТ возглавила Юлия Тимошенко, за которой следуют Александр Турчинов, Николай Томенко, Иосиф Винский и народный депутат Андрей Шевченко.

### 15 мая
В Конституционный суд Украины поступило постановление министерства юстиции о приостановлении действия указов президента Украины Виктора Ющенко об увольнении двух судей КС — Валерия Пшеничного и Сюзанны Станик. Постановление основывается на определении Кировского районного суда города Донецка.

### 16 мая
На заседании Кабинета министров премьер-министр Виктор Янукович заявил, что использует все возможности для того, чтобы не допустить неконституционной отставки правительства. Это заявление было сделано в связи с распространяющимися слухами о том, что президент Ющенко может принять решение отстранить Кабмин от выполнения обязанностей: «Те, кто пугает нас, будто правительство может быть отправлено в отставку неконституционным путём, пусть знают, что мы этого никому не позволим. Мы станем защищать конституционный строй на Украине, используя для этого все возможности». Позднее вице-премьер Дмитрий Табачник разъяснил на брифинге после заседания Кабмина: «Речь идёт о мерах общественного воздействия, которые разрешены украинским законодательством, например, о представлении в Конституционный суд».
В Киеве на майдане Незалежности возобновились митинги сторонников коалиции, доставленных в столицу автобусами из восточных регионов. Тысячи митингующих перекрыли Крещатик, парализовав на несколько часов движение в центре Киева.

### 17 мая
Конституционный суд принял добровольную отставку председателя КС Ивана Домбровского, считавшегося сторонником президента Виктора Ющенко. Обязанности главы КС возложены на его заместителя — Валерия Пшеничного.
За полмесяца до этого Виктор Ющенко отправил Пшеничного в отставку, вместе с Сюзанной Станик и Владимиром Иващенко. Накануне все трое обжаловали решение президента в Камянобродском суде Луганской области, который восстановил их в прежних правах. Тем временем КС признал неконституционным положение Закона Украины о судоустройстве, согласно которому глава суда и его заместитель назначаются президентом. Таким образом Виктора Ющенко лишили права назначать и увольнять всех глав судов и их заместителей.

### 21 мая
Конституционный суд (КС) прекратил рассмотрение дела о конституционности первого указа президента о роспуске Верховной рады от 2 апреля. Вместе с тем КС не смог огласить решение о несоответствии основному закону полномочий президента назначать судей на административные должности в связи с тем, что судьи Виктор Шишкин и Дмитрий Лилак не подписали необходимые документы. Сам Дмитрий Лилак подал Виктору Ющенко заявление об отставке.

### 22 мая
Голосеевский районный суд Киева отказал Виктору Ющенко в рассмотрении его иска против бывшего председателя Конституционного суда (КС) Ивана Домбровского, в котором президент просил признать неправомерными действия Домбровского, в результате которых к судебным заседаниям были допущены судьи КС Валерий Пшеничный, Сюзанна Станик и Владимир Иващенко. Суд заявил, что данный вопрос не относится к компетенции административного судопроизводства.
22 мая также стало известно о том, что Генеральная прокуратура Украины (ГПУ) закрыла уголовное дело, возбуждённое 19 мая Службой безопасности Украины по ст. 353 («самовольное присвоение властных полномочий и званий служебным лицом») в отношении судей КС Валерия Пшеничного, Сюзанны Станик, Владимира Иващенко «как возбуждённое без законных оснований».

### 23 мая
Представители партии Народный союз «Наша Украина» обжаловали восстановление судей КС в Шевченковском суде Киева, который вынес определение, запрещающее судьям Пшеничному, Станик и Иващенко осуществлять полномочия судей КС, однако те отказались подчиниться этому решению.
Поздно вечером Ющенко выступил в прямом эфире украинского телевидения с обращением к народу, заявив: «Суд парализован и деморализован. Единственный орган конституционной юрисдикции принял антиконституционное решение о назначении судей на административные должности… КС теряет свою конституционную легитимность и не может выполнять функцию сохранения верховенства основного закона». Ющенко поручил Генеральной прокуратуре «дать немедленную правовую оценку ситуации, которая сложилась в КС с нарушением конституции и национального законодательства», а Верховному суду — «принять безотлагательные меры, которые поставят точку в практике использования судебных решений в политических целях».
Виктор Ющенко назначил Александра Турчинова первым заместителем секретаря СНБО.
В этот же день Пётр Плюта был без объяснения причин освобождён от должности начальника Управления государственной охраны.

### 24 мая
Верховная рада, обсудив телеобращение президента Ющенко к народу, принимает постановление «Об опасности узурпации власти президентом Украины» и отправляет в отставку судью КС Петра Стецюка, назначенного по квоте Верховной рады, с формулировкой «за нарушение присяги». По мнению депутатов, вмешательство президента в деятельность судебной власти и прокуратуры имеет целью помешать принятию Конституционным судом решения относительно конституционности его указа от 26 апреля.
Сотрудники Управления государственной охраны пытаются воспрепятствовать проходу в здание Конституционного суда (КС) трём судьям КС, ранее уволенным президентом, — Валерию Пшеничному, Сюзанне Станик и Владимиру Иващенко. С помощью депутатов от «антикризисной коалиции» тем удаётся пройти в здание, однако КС не может проводить заседания, поскольку восемь судей из восемнадцати ушли на больничный.
Позднее в Киеве происходят первые столкновения между силовыми структурами, подчиняющимися президенту Виктору Ющенко и премьеру Виктору Януковичу.
Поводом к ним становится подписание президентом Ющенко указа об освобождении от должности генерального прокурора Святослава Пискуна, назначенного на этот пост 26 апреля. В качестве основания выдвигается то, что Пискун не сложил с себя депутатские полномочия (Святослав Пискун — депутат от Партии регионов) и таким образом совмещает две должности. На его место назначен генеральный прокурор Автономной Республики Крым Виктор Шемчук.
Пискун заявляет, что на его увольнение президент должен получить согласие Верховной рады. Однако когда он пытается попасть в свой рабочий кабинет в сопровождении депутатов от Партии регионов, сотрудники Управления государственной охраны (УГО) и сам руководитель УГО Валерий Гелетей, получивший это назначение в тот же день (сменив назначенного всего днём ранее Петра Опанасенко), пытаются не допустить этого, что приводит к потасовке. На помощь Пискуну прибывает министр внутренних дел Василий Цушко во главе отряда спецназа «Беркут». К зданию прибывают сторонники Партии регионов и руководитель КПУ Пётр Симоненко.
Вооружённые спецназовцы выламывают дверь в здание и силой удаляют сотрудников УГО из приёмной генерального прокурора. Василий Цушко называет решение президента о смене генпрокурора «государственным переворотом» и заявляет, что МВД берёт на себя ответственность за охрану здания. Охрана поручена отряду «Беркут».
Премьер-министр Янукович спешно возвращается в Киев из Ялты и собирает закрытое заседание правительства. Одновременно президент Ющенко созывает у себя совещание руководителей силовых ведомств — министра внутренних дел Василия Цушко, и. о. председателя СБУ Валентина Наливайченко, начальника Генштаба Сергея Кириченко, председателя Службы внешней разведки Николая Маломужа, секретаря СНБО Ивана Плюща и его первого заместителя Александра Турчинова. Министр обороны Анатолий Гриценко, с которым президент встретился позже, заявляет прессе о готовности привлечь армию к урегулированию кризисной ситуации: «Если будет возникать какое-то опасное развитие событий, то президент как верховный главнокомандующий имеет право задействовать те подразделения в рамках закона, которые могут быть задействованы для решения проблемы».
Виктор Ющенко, со своей стороны, квалифицирует действия министра внутренних дел как преступление и попытку государственного переворота и поручает СБУ и генпрокуратуре расследовать действия подразделений «Беркут» в здании Генпрокуратуры.
Пресс-служба СБУ сообщает о завершении проверки информации, касающейся «подготовки покушений на жизнь государственных деятелей», о наличии которой 11 мая заявил Валерий Гелетей.
Политические партии выступают с заявлениями, обвиняя друг друга и президента страны в попытке государственного переворота.
Вечером Виктор Янукович выступает с телевизионным обращением, в котором заявляет: «То, что наколотили в государстве безответственные горе-политики, может привести к катастрофе на Украине. Нельзя допустить этого! Призываю все ответственные силы сделать все, чтобы восстановить спокойствие и стабильность в нашей стране. Правительство не допустит анархии и войны на Украине».
Вечером около 50 сотрудников МВД берут под свою охрану четвёртый этаж Генпрокуратуры, где находится кабинет Святослава Пискуна.
Ближе к ночи на заседании у и. о. генпрокурора Виктора Шемчука принято решение возбудить уголовное дело по ст. 109 «Насильственный захват государственной власти».

### 25 мая
Рано утром бойцы спецподразделения «Титан», пришедшие на помощь спецназовцам из «Беркута», вытесняют сотрудников Управления государственной охраны из здания Генеральной прокуратуры.
Виктор Ющенко подписывает распоряжение «О мероприятиях по обеспечению нормального функционирования Генеральной прокуратуры», которым УГО и СБУ предписывается «в пределах своей компетенции» усилить охрану здания ГПУ, обеспечить порядок «прохода граждан, проноса и провоза вещей».
Высший совет юстиции принимает решение о незаконности увольнения Святослава Пискуна.
Верховная рада принимает обращение, в котором содержится призыв к сотрудникам силовых органов «быть верными Конституции и закону, своей присяге и своей гражданской позицией обезопасить Украину от гражданского конфликта».
Президент Ющенко издаёт указ «О приведении системы управления внутренними войсками в соответствие с Конституцией Украины». Внутренние войска выводятся из подчинения Министерства внутренних дел и передаются в подчинение президенту для «предотвращения и нейтрализации реальных и потенциальных угроз национальным интересам», а также для недопущения использования внутренних войск МВД «в интересах определённых политических сил». Командующему внутренними войсками поручается обеспечивать порядок около важнейших государственных объектов, в том числе возле здания Генпрокуратуры и Конституционного суда. Командующий ВВ генерал Александр Кихтенко направляет соответствующие указания в свои подразделения и обязуется выполнять любые приказы президента как верховного главнокомандующего.
Министр обороны Анатолий Гриценко докладывает Виктору Ющенко, что Вооружённые силы «будут гарантом спокойствия и наведения порядка на Украине и по приказу главнокомандующего обеспечат выполнение любых решений по предотвращению террористических событий, в частности, в столице».
Ющенко созывает экстренное заседание СНБО и в срочном порядке реструктурирует его — Святослава Пискуна сменяет и. о. генпрокурора Виктор Шемчук, а самое главное — в состав СНБО вводятся все главы государственных администраций областей Украины, Киева, Севастополя, а также председатель совета министров АР Крым. Им поручено обеспечить правопорядок в регионах, чтобы «не допустить повторения событий, которые накануне произошли в Киеве». Произведённая реорганизация СНБО рассматривается экспертами как попытка Ющенко создать новую модель исполнительной власти в противовес кабинету министров.
В этот же день Соломенский районный суд Киева возвращает внутренние войска в подчинение МВД, а Верховная рада назначает генерала армии Александра Кузьмука, министра обороны Украины с июля 1996 по октябрь 2001 года и с сентября 2004 по февраль 2005, вице-премьером по вопросам национальной безопасности и обороны вместо Владимира Радченко (23 мая Радченко одобрил назначение Александра Турчинова заместителем секретаря СНБО).
Виктор Янукович проводит ещё одно закрытое заседание правительства — прессе сообщают, что оно обсуждало меры по наведению «конституционного порядка в стране».

### 26 мая
В ночь с 25 на 26 мая, по приказу командующего внутренними войсками Александра Кихтенко, началась передислокация в Киев четырёх подразделений ВВ из Запорожья, Донецка, Днепропетровска и Полтавы, которые, однако, были остановлены сотрудниками Госавтоинспекции и блокированы отрядами спецназа «Беркут», а также активистами местных организаций Партии регионов.
Дислоцированные в Харькове и АР Крым подразделения ВВ отказались выдвигаться в столицу. Министр транспорта и связи Николай Рудьковский распорядился запретить железнодорожные перевозки военизированных формирований.
В официальном заявлении МВД от 26 мая говорится: «Приказ о выдвижении военных подразделений дан лично командующим внутренних войск МВД Александром Кихтенко вопреки распоряжению министра. Министерство внутренних дел проявило обеспокоенность сложившейся ситуацией: столичной милицией предпринимаются все положенные и достаточные меры для обеспечения общественной безопасности и правопорядка в Киеве».
Пресс-секретарь внутренних войск МВД Светлана Павловская сообщила в интервью газете «Коммерсант-Украина», что приказ командующего был отдан в соответствии с распоряжением президента Ющенко от 25 мая #113 «Вопросы обеспечения государственной охраны», где указывалось на необходимость «дополнительного привлечения сил и средств военно-оперативных резервов внутренних войск для обеспечения общественного порядка в столице» — для обеспечения порядка в День города и во время проведения финального матча Кубка Украины по футболу.
Руководитель МВД Василий Цушко заявил на пресс-конференции, что допускает вероятность применения по отношению к себе силовых методов воздействия, в частности со стороны СБУ.

### 27 мая
В ночь с 26 на 27 мая после 12-часовых переговоров было достигнуто трёхстороннее соглашение по вопросу урегулирования политического кризиса путём проведения внеочередных выборов Верховной Рады Украины, о чём было сделано совместное заявление для прессы Президента Украины Виктора Ющенко, Премьер-министра Украины Виктора Януковича и Председателя Верховной Рады Украины Александра Мороза в 4 часа утра 27 мая.
С целью «недопущения эскалации политического кризиса и немедленного его разрешения исключительно мирным путём на основании диалога ведущих политических сил, а также для обеспечения национальных интересов и единства страны», стороны договорились «обеспечить недопущение любых попыток нагнетания противостояния в обществе и предупредить все возможные действия относительно провоцирования „силового“ развития событий», а также «не допускать вне своей компетенции вмешательства в деятельность органов судебной власти и правоохранительных органов».
Стороны договорились провести внеочередные выборы в Верховную раду 30 сентября 2007 года. Основанием для проведения выборов станет сложение мандатов депутатами оппозиционных фракций «Наша Украина» и БЮТ.
Стороны также договорились, что поправки в избирательное законодательство и изменения в бюджет, необходимые для проведения выборов, будут рассмотрены в течение двух дней — 29-30 мая. Оппозиционные фракции примут участие в работе Рады для повторного голосования по законопроектам, принятым после 2 апреля (то есть с момента издания первого указа о роспуске парламента), и совместного принятия законов, необходимых для вступления Украины во Всемирную торговую организацию.

### 28 мая
В связи с достигнутым соглашением Виктора Ющенко и Виктора Януковича о дате проведения досрочных выборов представители правительственной коалиции свернули палаточные городки в центре столицы, в частности на Майдане Незалежности и у здания Верховной рады. Палатки сторонников коалиции пока продолжали стоять у здания Центризбиркома и у Генеральной прокуратуры.

### 29 мая
Президент Украины издает ряд указов (№ 476, № 480 и № 482 —  (укр.)), которые приостанавили действие статьи 2 Указа № 355 (укр.) от 26 апреля 2007 года и дали возможность Верховной Раде Украины принять ряд законов, необходимых для законодательного обеспечения проведения внеочередных выборов.
Киевский апелляционный административный суд приостановил решение Соломенского районного суда Киева, который, в свою очередь, 25 мая приостановил действие указа Виктора Ющенко «О приведении системы управления внутренними войсками в соответствие с Конституцией Украины».

### 30 мая
30 мая руководитель департамента по связям с общественностью МВД Константин Стогний сообщил, что глава МВД Василий Цушко ещё 27 мая помещён в госпиталь с диагнозом «инфаркт миокарда».
Командующий внутренними войсками (ВВ) генерал-полковник Александр Кихтенко заявил в интервью газете «Коммерсант-Украина», что указ президента от 25 мая о переподчинении внутренних войск имел целью помешать привлечению войск к выполнению «несвойственных им функций». При этом он упомянул о существовании некоего плана «Крепость», в соответствии с которым военнослужащие ВВ 25 мая должны были усилить охрану здания МВД: «Следовало выделить 50 военнослужащих антитеррористического спецподразделения „Омега“, три снайперские пары и оборудовать вертолётную площадку в центре города», а также выделить в распоряжение начальника УМВД Киева генерал-лейтенанта Алексея Крикуна «два спецавтомобиля 'Торнадо'», оборудованные водомётами.
По словам Кихтенко, сразу же после издания указа министр внутренних дел Цушко издал распоряжение #502 о выделении киевскому УМВД «до особого распоряжения 1500 военнослужащих для охраны общественного порядка и безопасности столицы». Цушко также направил руководителям всех подразделений МВД в Киеве и регионах, а также территориальным командованиям, командирам частей и соединений ВВ телеграмму, в которой напомнил, что ВВ «подчинены только МВД и выполняют законные распоряжения министра», а потому «все решения, принятые командующим внутренних войск относительно переподчинения, использования, передислокации сил выполняются только по письменному согласованию с министром, а случае его отсутствия — с первым заместителем министра».

### 5 июня
Президент Украины издает очередной Указ (укр.), которым назначает внеочередные выборы Верховной Рады Украины на 30 сентября 2007 года, ссылаясь на достигнутое ранее соглашение. Указ вступил в силу в тот же день — с момента его опубликования в специальном выпуске «Офіційного вісника Президента України» № 14.

### 6 июля
Ночью произошёл поджог львовского областного офиса Партии регионов. Поджигатели, выбив окно, облили горючей жидкостью помещение и подожгли его факелом. Представители львовских регионалов назвали поджог «актом политического вандализма».

### 31 июля
Президент Украины издал четвёртый по очереди Указ — о внесении изменений в Указ № 497/2007 (укр.) — изменил название Указа, уточнил мотивацию и назначил конкретную дату начала избирательного процесса внеочередных выборов Верховной Рады Украины. Указ был опубликован 1 августа 2007 года в «Официальном вестнике президента Украины» и с этого момента, по мнению Президента, вступил в силу. Представители парламентской коалиции назвали очередной указ Ющенко неправомерным, однако продолжили подготовку к выборам.

## Выборы
Выборы прошли 30 сентября 2007 года. В результате в Верховную раду прошли 5 политических сил:
- Партия регионов — 175 мандатов
- Блок Юлии Тимошенко — 156 мандатов
- Наша Украина — Народная самооборона — 72 мандата
- Коммунистическая партия Украины — 27 мандатов
- Блок Литвина — 20 мандатов

29 ноября 2007 года БЮТ и НУНС создали «оранжевую коалицию» в составе 227 депутатов — по итогам выборов у них в сумме большинство в парламенте, 228 мандатов из 450, но Иван Плющ не подписал коалиционное соглашение.
18 декабря 2007 года, со второй попытки, Юлия Тимошенко была назначена Премьер-министром Украины.
Однако стабилизировавшейся политическую обстановку после этого назвать нельзя.
Оппозиция блокирует работу парламента, попытки провести пленарные заседания не результативны. За первую сессию VI созыва принято только 3 закона (один из них — о бюджете на 2008 год) и ряд постановлений (в значительной части по кадровым вопросам и назначению внеочередных выборов городских и сельских голов).
В феврале 2010 года правительство Юлии Тимошенко было отправлено в отставку в связи с её поражением на президентских выборах. Сформировано новое правительство Николая Азарова, поддерживающее политику новоизбранного президента Януковича.

## Комментарии
1. ↑  «Президент Украины имеет право досрочно прекратить полномочия Верховной Рады Украины, если: 1) в течение одного месяца в Верховной Раде Украины не сформирована коалиция депутатских фракций в соответствии со статьёй 83 настоящей Конституции»